# Alfred Sisley
Pour les articles homonymes, voir Sisley.
Alfred Sisley, né le 30 octobre 1839 à Paris et mort le 29 janvier 1899 à Moret-sur-Loing (Seine-et-Marne), est un artiste peintre et graveur britannique, rattaché au mouvement impressionniste et vivant et travaillant en France.
Il effectue une première démarche pour obtenir la naturalisation française en 1888 qui n'aboutit pas, puis à nouveau en 1898, interrompue par sa mort due à un cancer de la gorge. Le succès, qu'il n'a pas connu de son vivant, va alors survenir.
Il est considéré comme de nationalité française selon la loi du 26 juin 1889, comme cela a été rappelé lors de l'affaire de la succession de Pierre Sisley en 1937.

## Biographie

### Jeunesse et formation (1839-1871)
Sisley naît à Paris au 19, rue des Trois-Bornes, dans l'ancien 4e arrondissement (actuel 11e arrondissement) le 30 octobre 1839 de parents marchands anglais, établis dans la capitale française pour affaires. Son père, William Sisley (1799-1879), d'origine anglaise mais né en France, dirige une affaire d'importation liée à l'entreprise familiale basée à Londres. Sa mère, Felicia Sell (1808-1866), Anglaise, est plutôt attirée par la musique et la vie de société.

Maison natale d'Alfred Sisley et portrait de son père
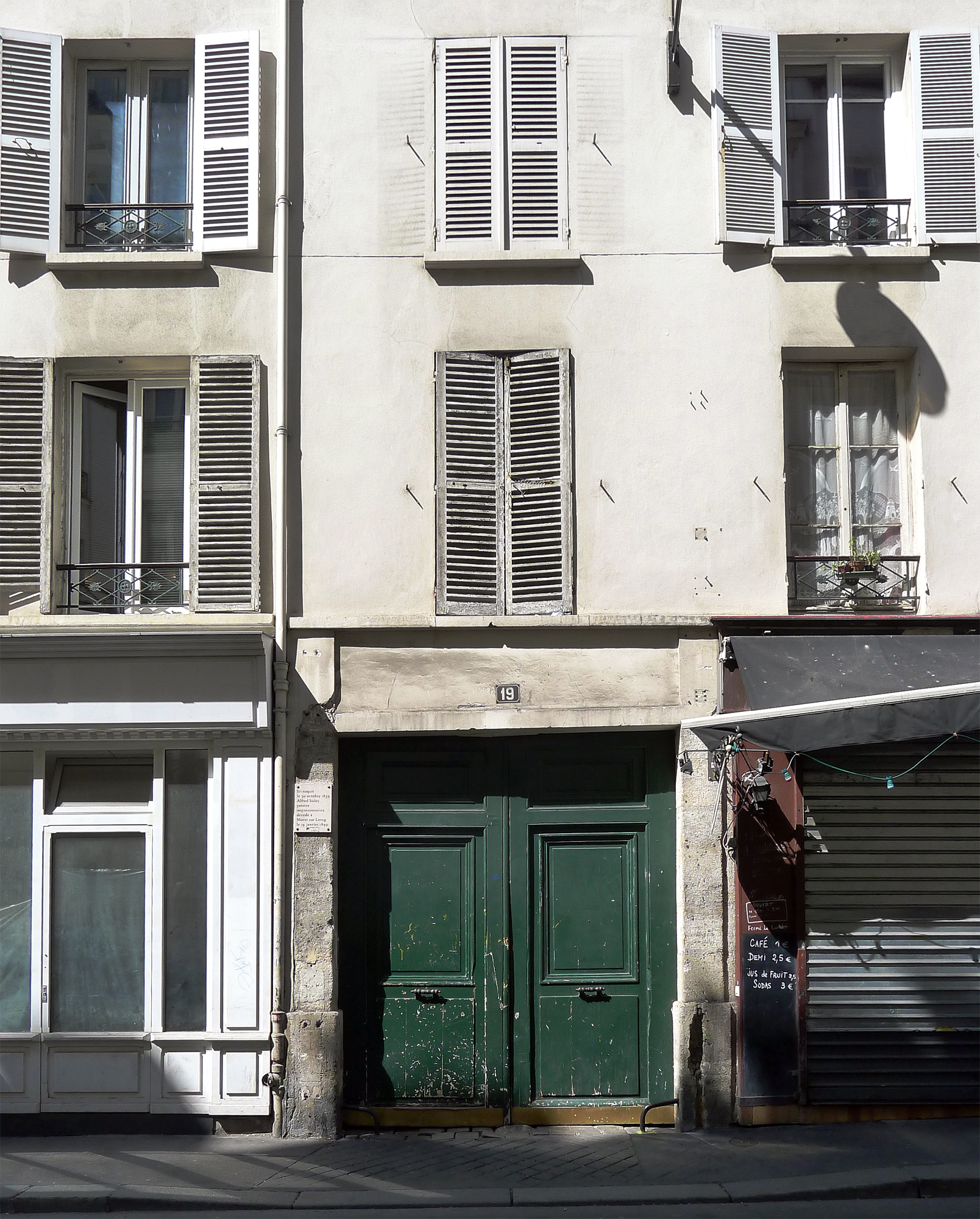
Le no 19 de la rue des Trois-Bornes, à Paris.
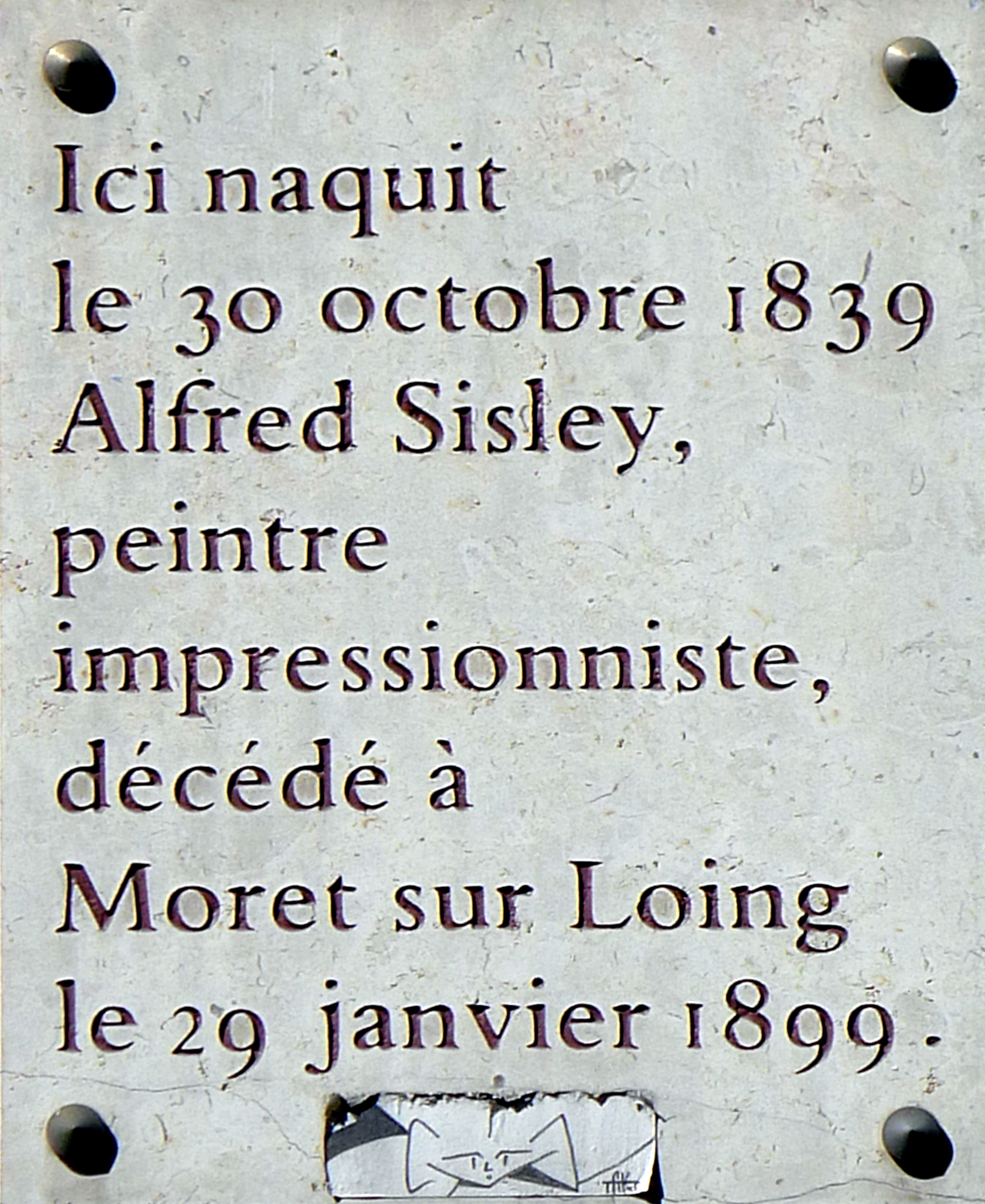
Maison natale. Plaque commémorative.
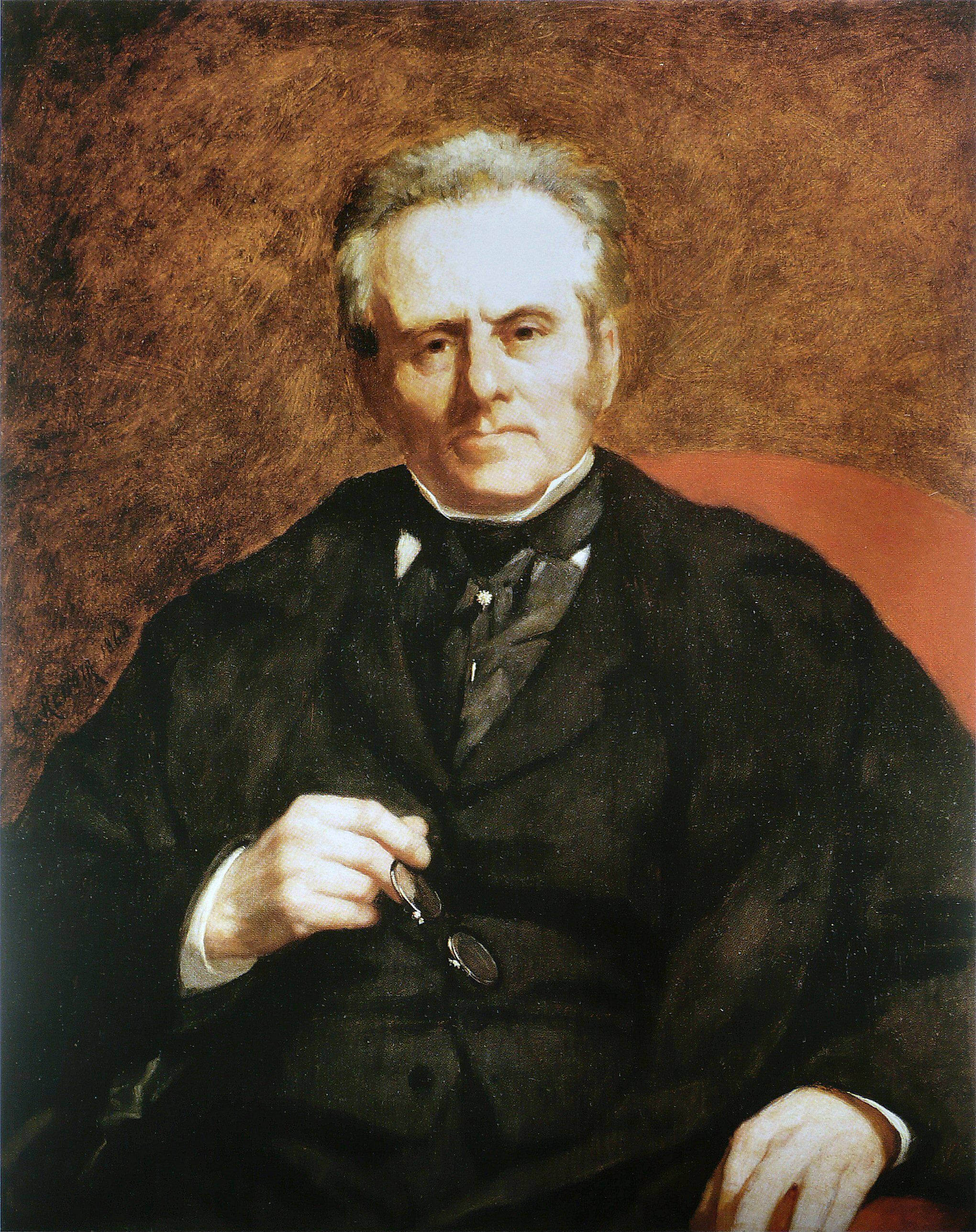
Portrait de William Sisley (1864) Auguste Renoir Paris, musée d'Orsay.

Il est baptisé le 31 octobre 1840 par le pasteur Athanase Coquerel en l'Église réformée de Paris vraisemblablement au temple protestant de l'Oratoire du Louvre.
En 1857, ses parents l'envoient à Londres pour le destiner à une carrière commerciale. Pendant ces années d'apprentissage (1857-1860), il passe plus de temps à visiter les musées qu'à sa formation commerciale, et admire particulièrement les œuvres de Constable et Turner et s'enthousiasme pour Shakespeare. De retour en France en 1860, il obtient de ses parents l'autorisation d'abandonner les affaires et peut alors se consacrer à l’art.
Durant sa jeunesse, il assista aux concerts Pasdeloup qui débutèrent en octobre 1861. Il confia à Arsène Alexandre que le trio du scherzo du septuor de Beethoven (op. 20 en mi bémol majeur) l'avait durablement ravi : « Cette phrase si gaie, si chantante, si entraînante, me disait-il, il me semble que, depuis la première fois que je l'ai entendue, elle fait partie de moi-même, tant elle répond à tout ce que j'ai toujours été au fond. Je la chante sans cesse. Je me la fredonne en travaillant. Elle ne m'a jamais abandonné... ».
En octobre 1862, il entre à l’atelier de Charles Gleyre, enseignant de l'École des beaux-arts de Paris. Il s'initie à la pratique du dessin et fait la connaissance de Renoir, Monet et Bazille. Très vite, ils se lient d'amitié. La conception du paysage de Gleyre diffère trop de la perception qu'il en a et les quatre amis quittent l’atelier du maître, dès mars 1863, pour travailler en plein air et planter leur chevalet dans la forêt de Fontainebleau, à Chailly-en-Bière, Barbizon, ou encore Marlotte, ce qui le rapproche du groupe de Marlotte. Cette première expérience de travail de groupe, renouvelée notamment en juillet 1865, soude les quatre artistes, les stimule et annonce, l’année même où s’ouvre le premier Salon des refusés, leur combat prochain pour la nouvelle peinture impressionniste. Sa peinture de paysages délicats est influencée par Jean-Baptiste Camille Corot et Charles-François Daubigny.

### Les débuts
En février 1865, il partage un atelier avec Renoir et ils commencent à peindre dans les environs de Paris. Au mois de juillet 1866 les deux amis séjournent ensemble chez leur ami Jules Le Cœur, dans le village de Marlotte. Alfred Sisley y peint deux tableaux du village. Il va peindre les allées de châtaigniers à La Celle-Saint-Cloud avec Bazille, réalisant ses premières toiles sur le motif dans les bois de La Celle-Saint-Cloud. Frédéric Bazille fait son portrait lors de l'hiver 1867-1868.
Il fait la connaissance de Marie-Louise Adélaïde-Eugénie Lescouezec, jeune Parisienne originaire de Toul, dans la Meurthe, qu'il rencontre en 1866. Cette union mécontente son père qui le déshérite. Renoir peignit en 1869 Les Fiancés - Le Ménage Sisley, supposé représenter Sisley et sa femme (Wallraf Richartz Museum, Cologne). Entre 1867 et 1873, il loge au no 27 de la Cité des Fleurs aux Batignolles où habitait sa compagne. C'est là que son fils Pierre et sa fille Jeanne voient le jour respectivement le 17 juin 1867 et le 29 janvier 1869. Il les peint en 1871, dans un salon, réalisant peut-être son seul portrait.
Installé à Paris, il partage son temps entre le travail à l’atelier, les réunions informelles au café Guerbois, présidées par Édouard Manet, chef de file de la jeune génération de peintres, où se retrouvent des critiques ou des journalistes comme Louis Edmond Duranty, ou encore Émile Zola. Mais cette vie parisienne palpitante et source d’émulation, que Zola décrira très bien dans son roman L'Œuvre, inspirée volontairement de la vie des impressionnistes, Sisley la ponctue inévitablement de séjours à la campagne, prétexte pour une peinture en plein air, dans les environs proches de Paris.
À la fin des années 1860, il s'installe avec sa famille à Bougival, mais jusqu'en 1870, il peint dans son atelier à Paris, puisant des sujets dans la capitale et ses environs. Il présente deux paysages du canal Saint-Martin au Salon de 1870 à Paris.
Il peint dans cette période un petit nombre de tableaux dans une gamme sombre faite de bruns et de verts profonds. D’un aspect sévère, Sisley révèle son admiration pour Camille Corot ou Gustave Courbet, ses premiers maîtres, en affirmant un goût pour les valeurs et l’espace.

Sisley par ses amis
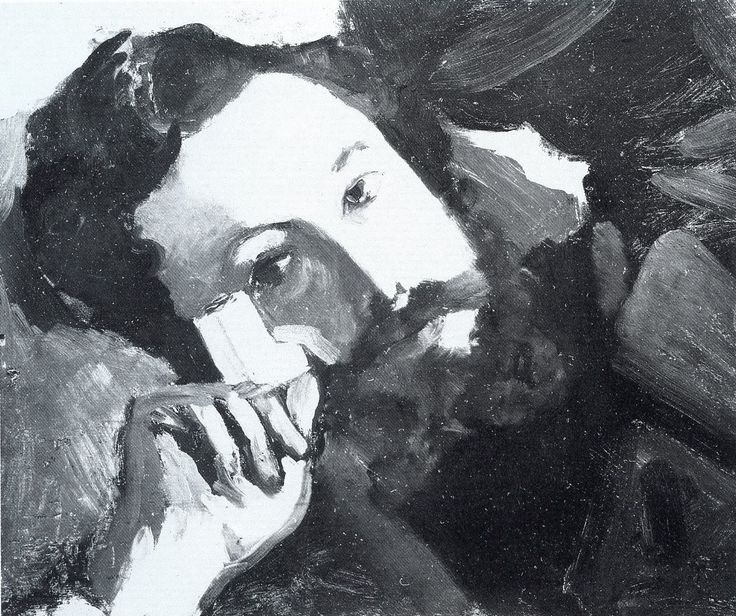
Frédéric Bazille Portrait d'Alfred Sisley (1867-1868) ancienne Collection Wildenstein détruit durant la Seconde Guerre mondiale[14].
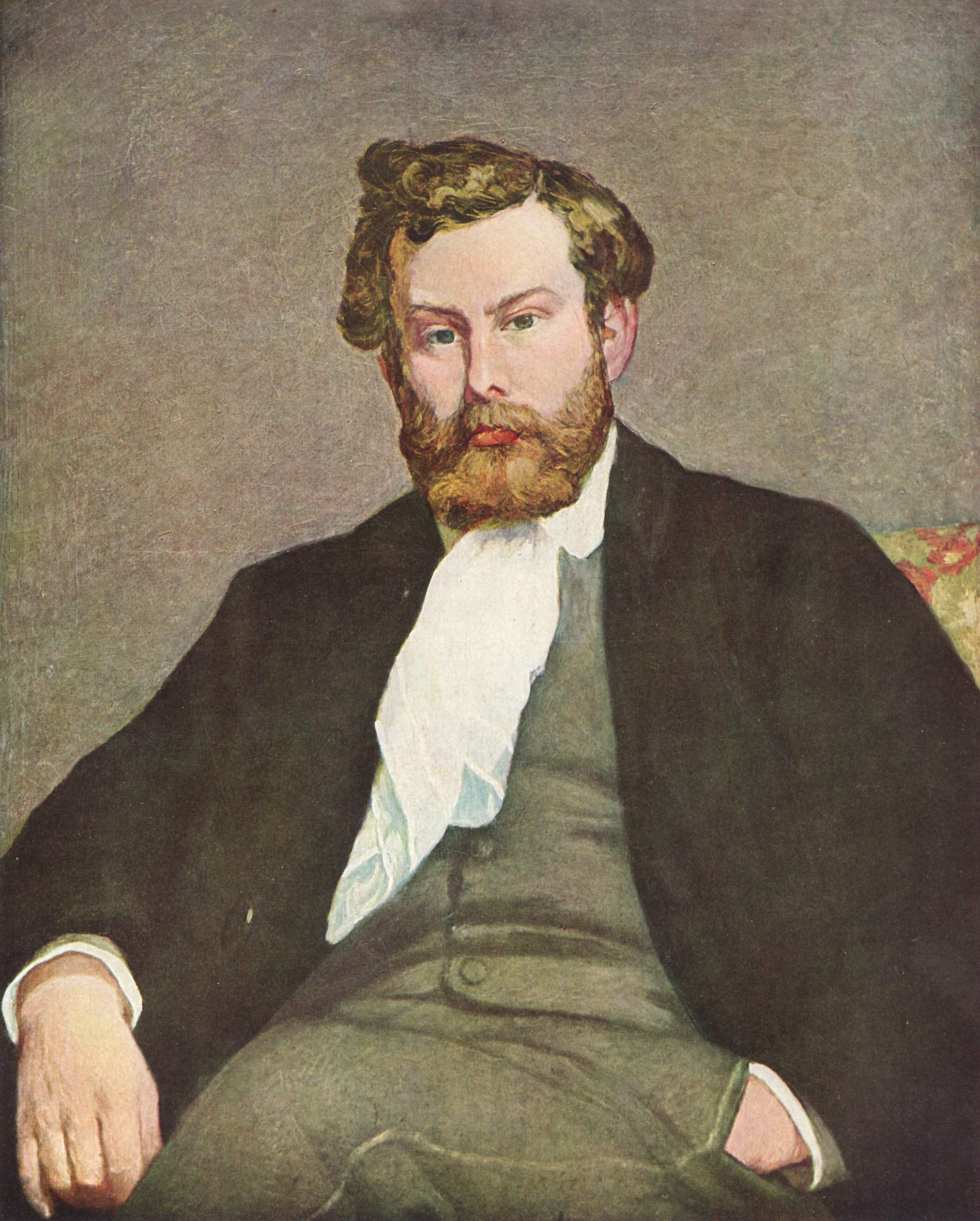
Pierre-Auguste Renoir Portrait d'Alfred Sisley (1868) Zurich, Fondation et Collection Emil G. Bührle.
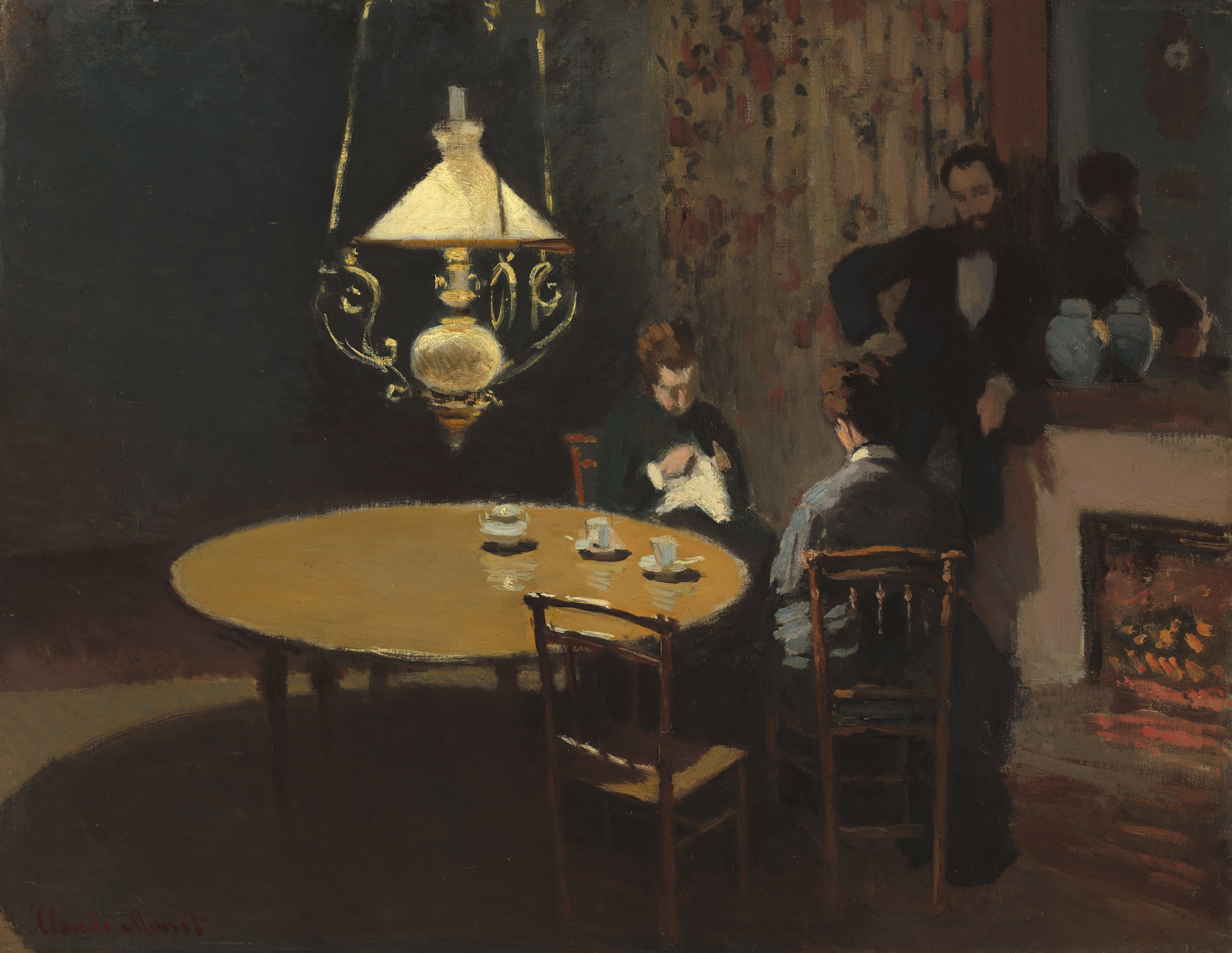
Claude Monet Intérieur, Après dîner (chez les Sisley) (1868) Washington, National Gallery of Art.
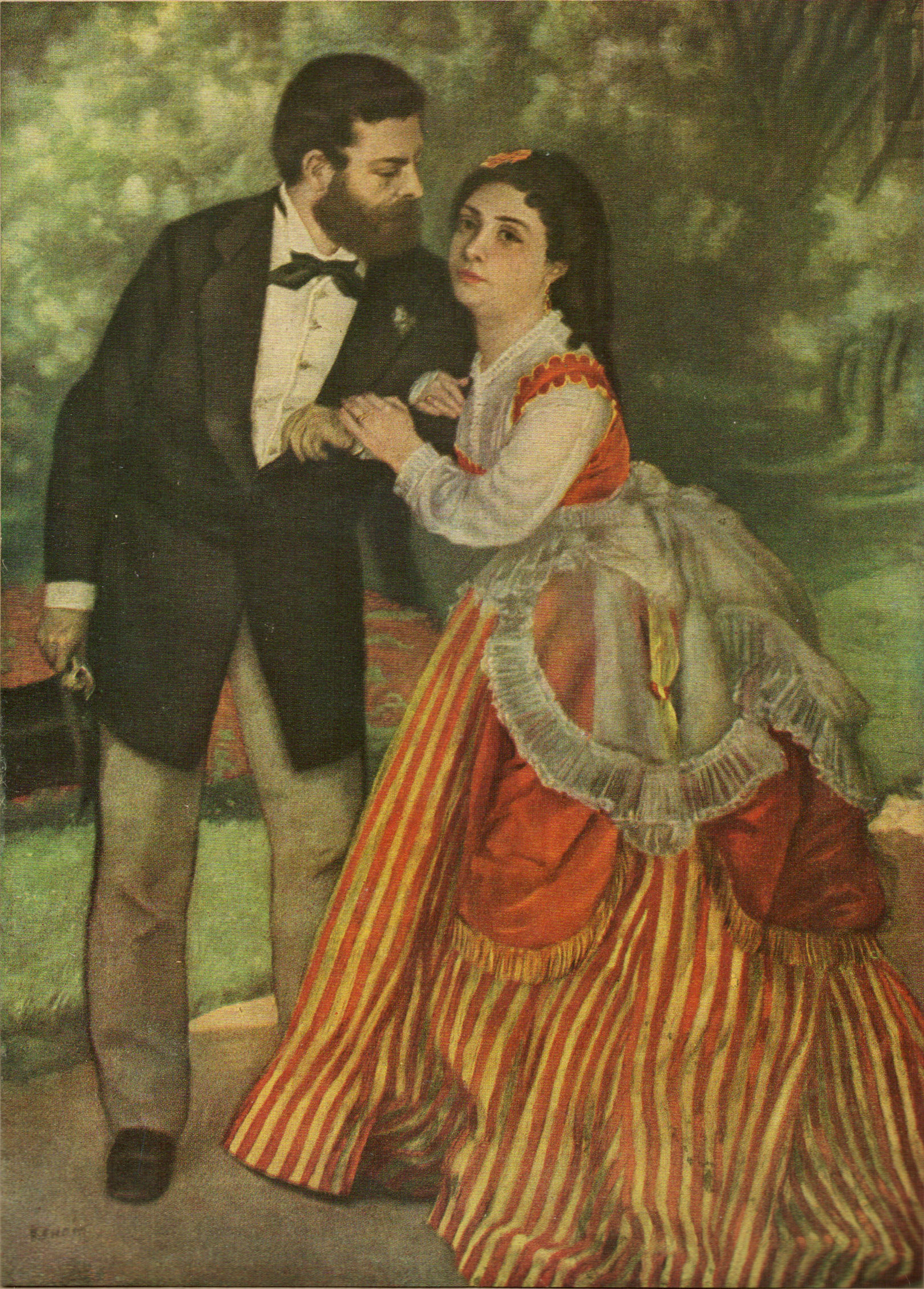
Pierre-Auguste Renoir Les Fiancés (dit Le Ménage Sisley) (1868) Cologne, Wallraf-Richartz Museum.

Au début de l'occupation prussienne, il réussit à fuir Bougival pour Paris en mars 1871, avant de revenir s'installer au printemps 1871 dans le hameau de Voisins à Louveciennes. Il découvre que son atelier a été dévasté par les Prussiens, ce qui explique le faible nombre de toiles antérieures à 1871 qui nous sont parvenues.
C’est à partir de 1870 que sa palette s’éclaircit notamment dans ses paysages nombreux représentant les rives de la Seine et les canaux parisiens. Ce motif des bords de l’eau sera un des sujets favoris de Sisley jusqu'à la fin de sa vie. Il loue une petite maison au no 2 de la rue de la Princesse, non loin de celle habitée par Renoir et son frère Edmond. Avec Renoir, ils vont peindre dans la forêt de Marly-le-Roi, près de l'aqueduc. Alors que l'Ouest parisien vers Versailles est le siège d'opérations militaires prussiennes et versaillaises, Sisley réalise un grand nombre de paysages de Louveciennes, Marly-le-Roi et Bougival où ne figure aucune trace de guerre.

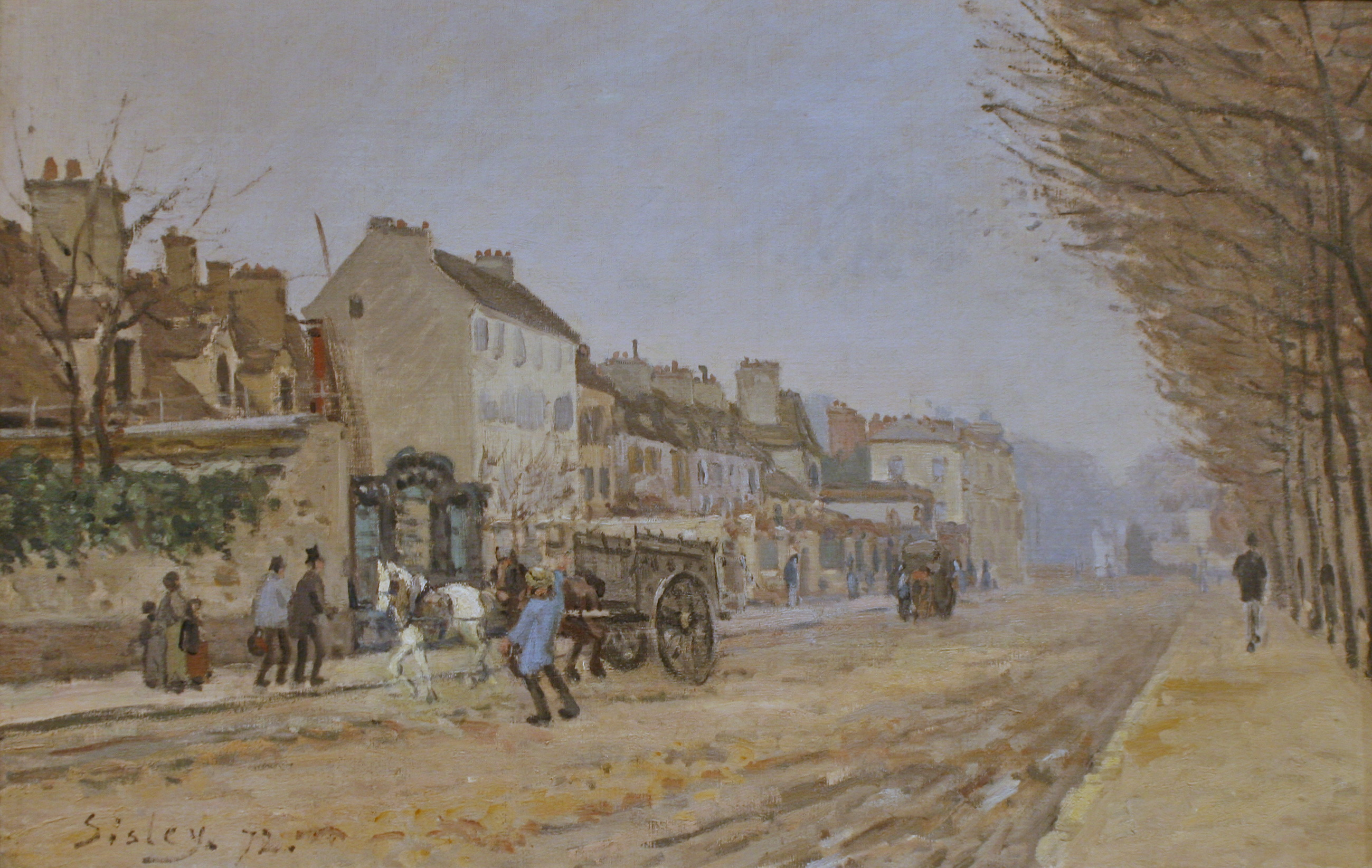
Boulevard Héloïse, Argenteuil (1872)
Washington, National Gallery of Art.

Après que son père l'a déshérité, il doit subvenir aux besoins de sa famille par les seuls moyens de son art. Il peint notamment Premières neiges à Louveciennes, représentant la rue de Voisins dans le hameau où il réside. Il réalise également une série de toiles du haut de la côte du Cœur-Volant.
Au début de 1872, alors qu'il séjourne chez Monet, installé après la guerre dans le village riverain d'Argenteuil, il peint un petit groupe de paysages à Villeneuve-la-Garenne. En janvier 1872, par l'intermédiaire de Monet et Pissarro qui le connaissaient depuis leur séjour à Londres durant la guerre, il rencontre Paul Durand-Ruel. Entre 1872 et 1873, le marchand d'art lui achète cinquante-neuf tableaux, soit la quasi-totalité de sa production et il acquerra près de 400 œuvres de Sisley pendant les 25 années suivantes.

Les Débuts de l'impressionnisme
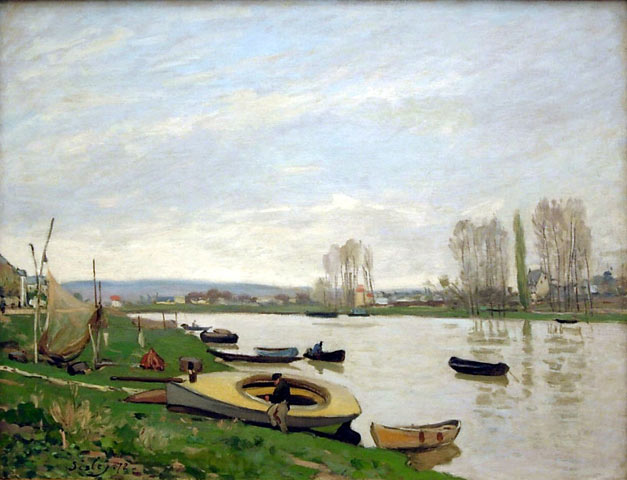
La Seine à Argenteuil (1872) Aix-les-Bains, musée Faure.
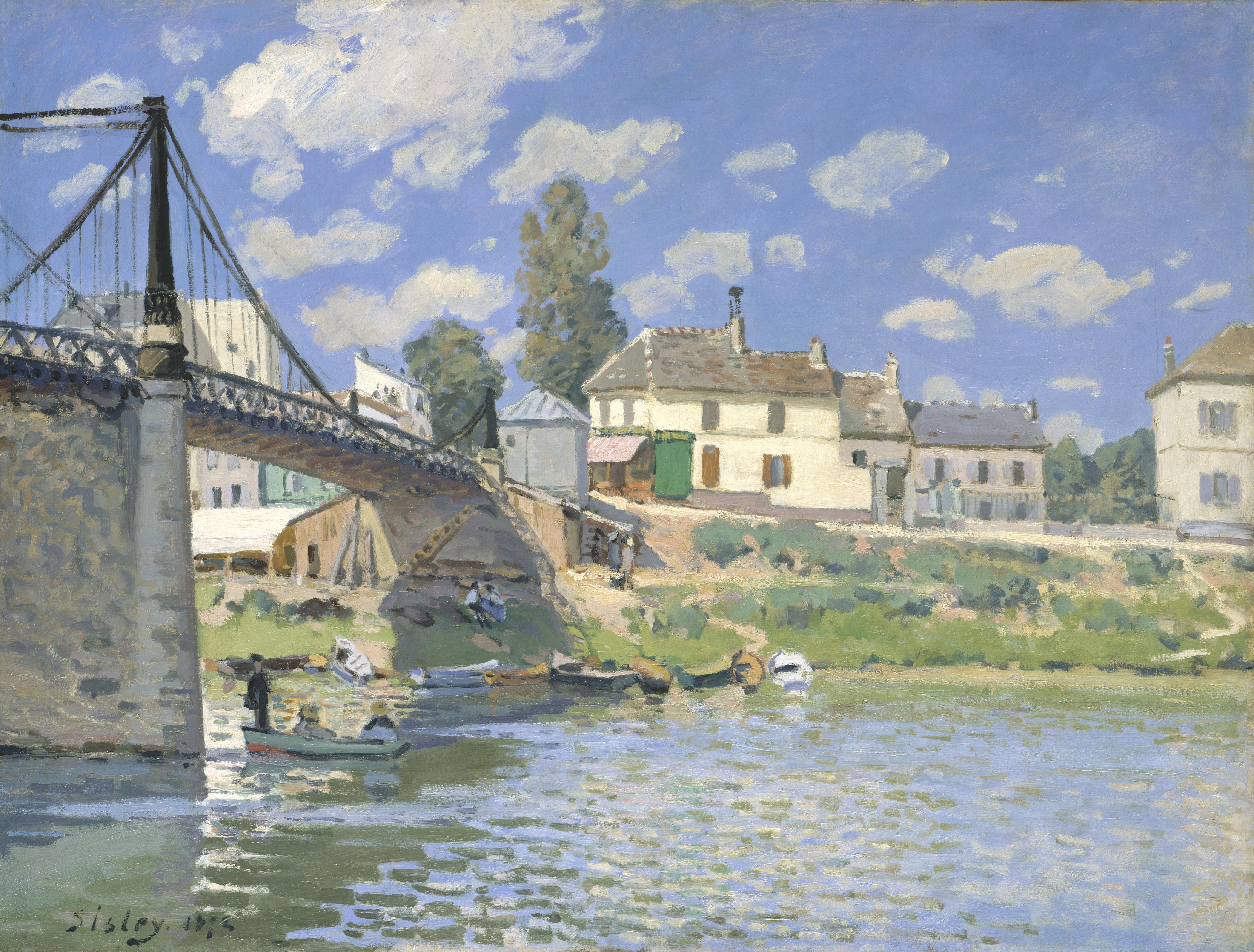
Le Pont de Villeneuve-la-Garenne (1872) New York, Metropolitan Museum of Art.
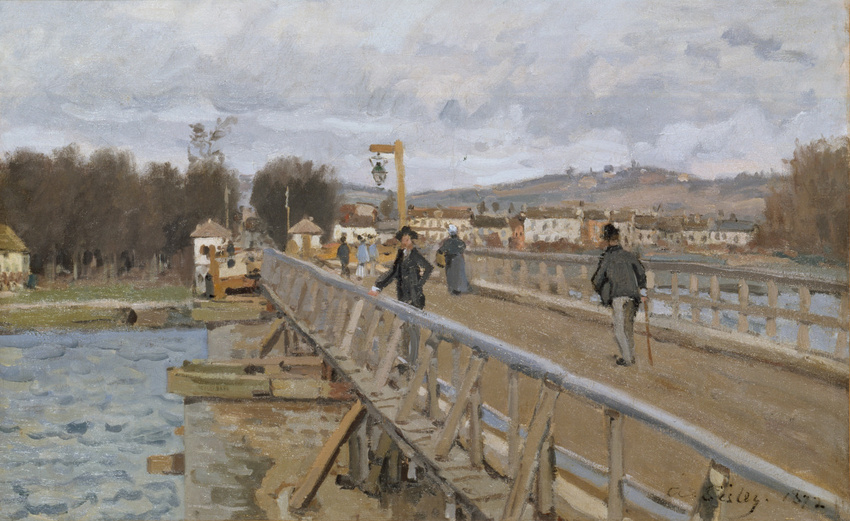
Passerelle d'Argenteuil (1872) Paris, musée d'Orsay.
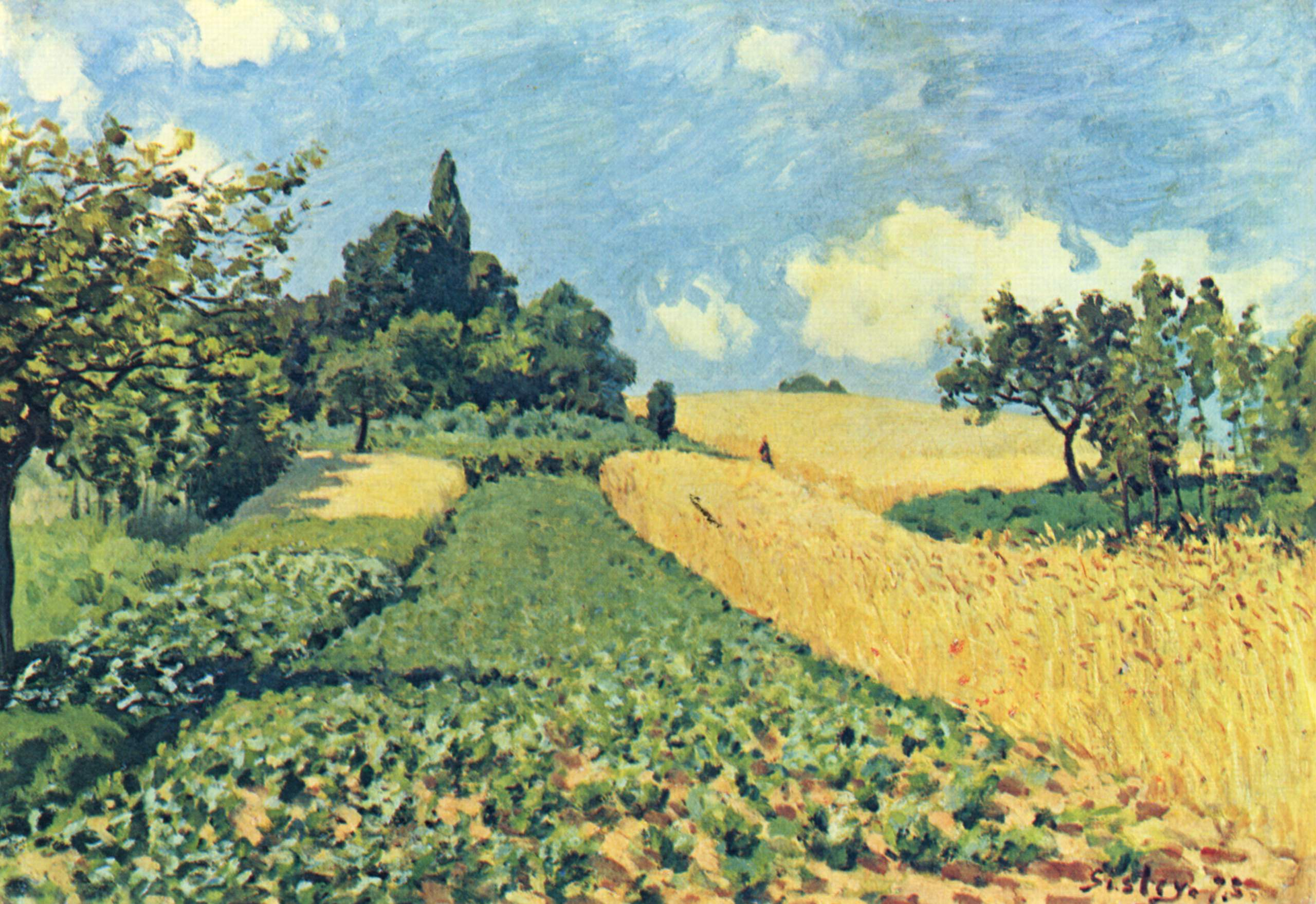
Champs de blé sur les hauteurs d'Argenteuil (1873) Hambourg, Kunsthalle.
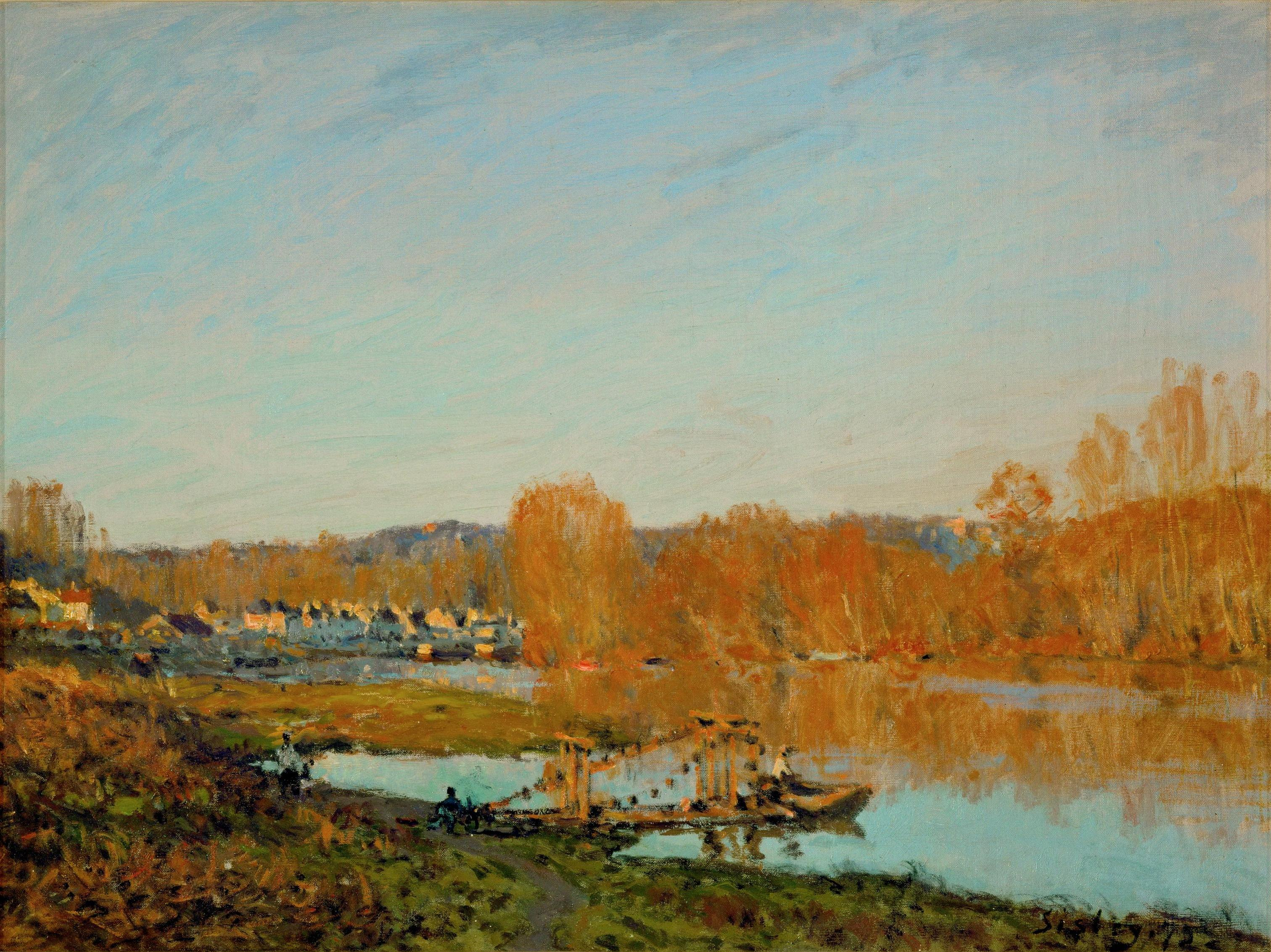
L'Automne : bords de la Seine près de Bougival (1873) Montréal, musée des beaux-arts.
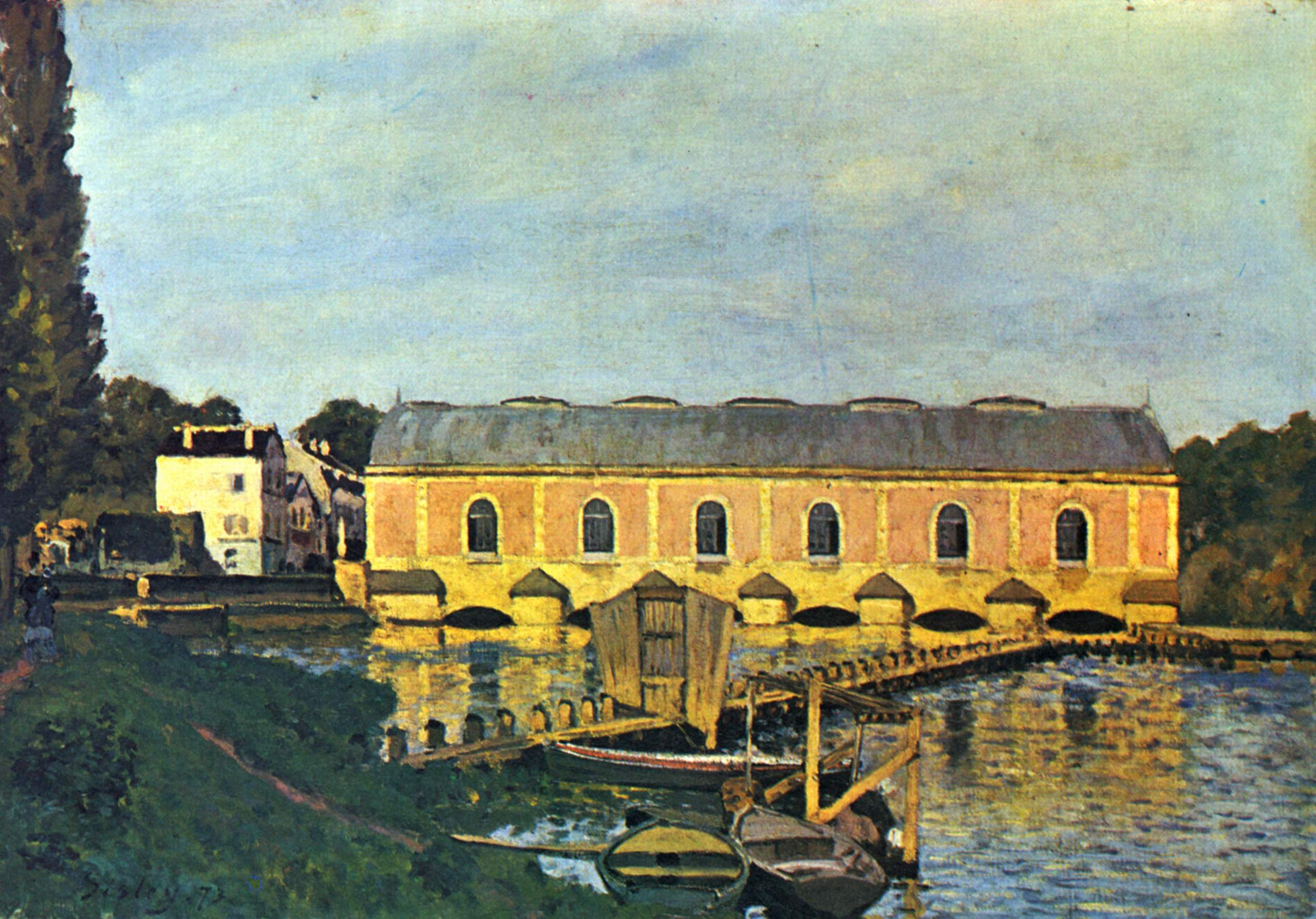
La Machine de Marly, 1873 Ny Carlsberg Glyptotek.
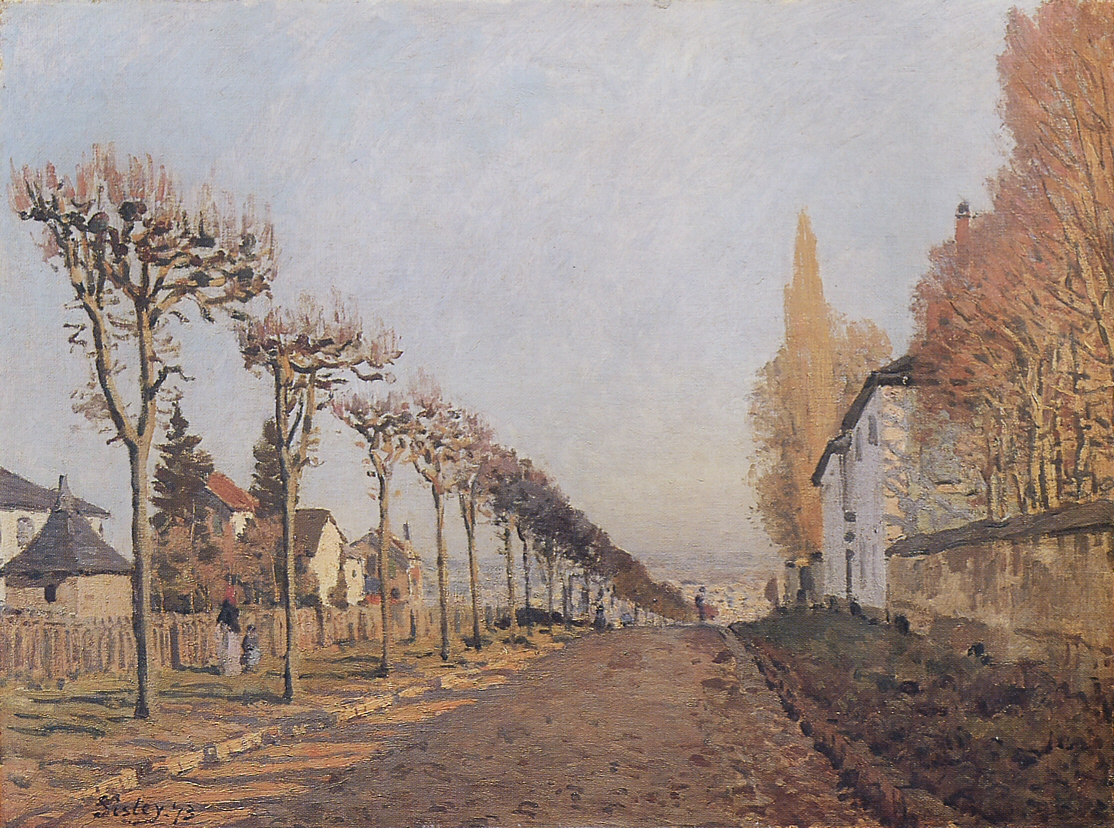
Le Chemin de la Machine, Louveciennes (1873) Paris, musée d'Orsay.
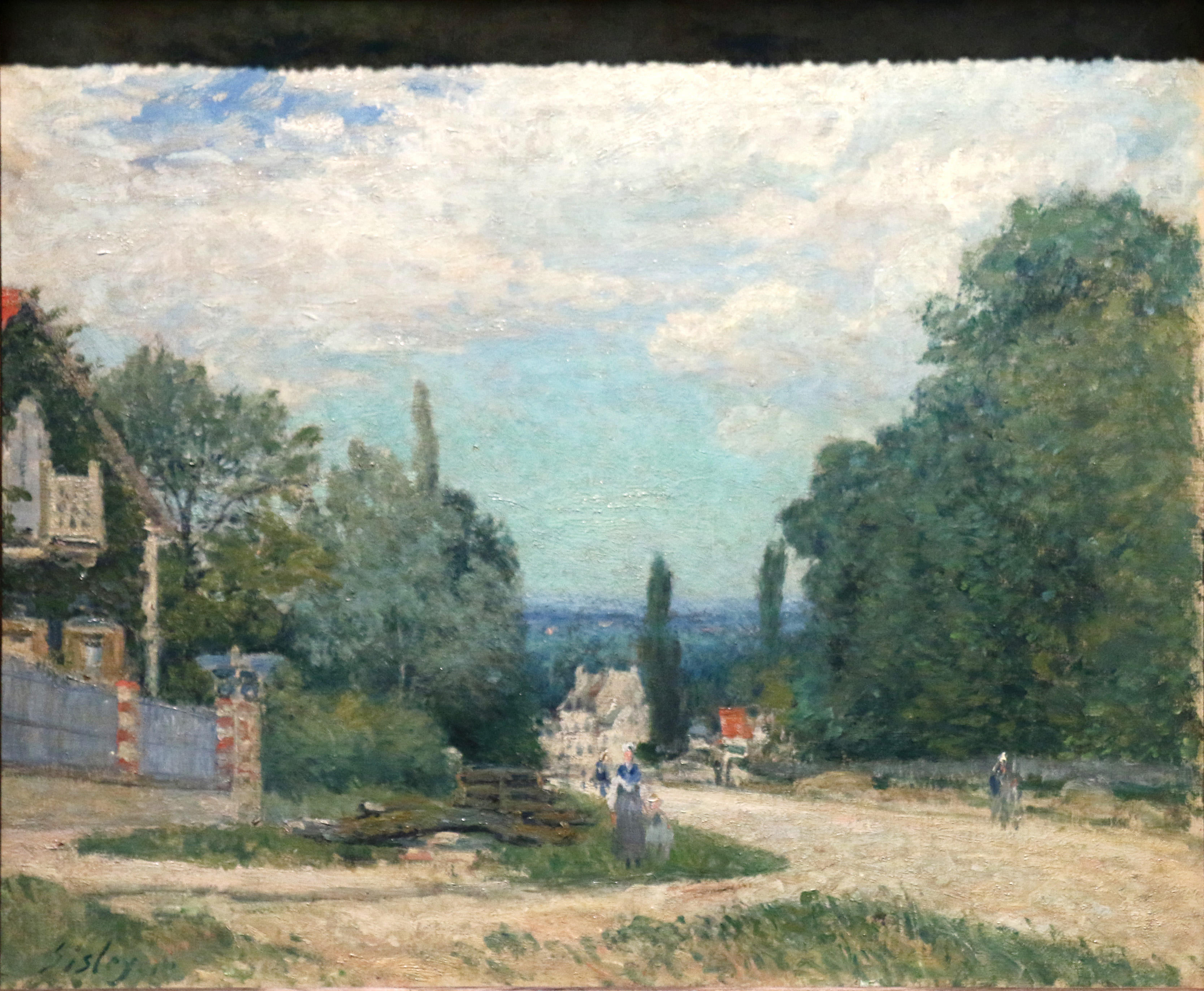
Route de Louveciennes (1873-1874) Bruxelles, musées royaux des beaux-arts de Belgique.

En 1873, avec Claude Monet, Auguste Renoir, Camille Pissarro, Edgar Degas et Berthe Morisot, il fonde la Société anonyme des artistes peintres, sculpteurs et graveurs. La Première exposition des peintres impressionnistes a lieu du 15 avril au 15 mai 1874, dans les locaux du photographe Nadar. Sisley y expose six paysages dont cinq œuvres au catalogue de Durand-Ruel : no 161  : Route de Saint-Germain - no 162 : Île de la Loge - no 163 : La Seine à Port-Marly - no 164 : Verger - no 165 : Port-Marly, soirée d'hiver, et une hors catalogue. Le critique d'art François Daulte suggère que La Machine de Marly est l'une de ces six toiles, même si rien ne permet de l'affirmer, faute d'indication précise dans le catalogue. Les critiques, dont Ernest Chesneau, en font l'éloge et il échappe aux critiques cinglantes adressées par les journalistes à Monet, Cézanne et autres peintres du nouveau groupe « impressionniste ». Décrit comme le plus harmonieux des artistes représentés, Sisley est félicité pour ses paysages exquis qui traduisent « si complètement, si parfaitement la sensation physique de l'atmosphère, d'être en plein air ».
Il séjourne à Londres où il s'est rendu grâce au mécénat de Jean-Baptiste Faure de juillet à octobre 1874 et exécute près de vingt tableaux aux environs de Molesey et de Hampton Court,.
Il reste à Louveciennes jusqu'à la fin de l’hiver 1874-1875, peignant nombre de paysages enneigés, donnant des reflets roses, jaunes et bleus à la neige. En 1875, il s'installe à Marly-le-Roi dans une maison près de l'Abreuvoir, y restant jusqu'à la fin de l’hiver 1877-1878, peignant d'autres paysages enneigés. Les scènes de neige de Louveciennes et de Marly reflètent une fascination constante pour la transformation que subit le paysage pendant les mois d'hiver. […] À Marly, Sisley peint souvent dans le confort d'une chambre à l'étage, mais dans Effet de neige à Louvecienes, en 1874, il a clairement placé son chevalet en plein air.
Parmi ses sujets de prédilection, on trouve l'Abreuvoir de Marly-le-Roi, les routes fuyantes, les rives de la Seine et la Machine de Marly. Il consacre un ensemble de sept œuvres aux crues de la Seine en mars 1876.
Il participe aux trois premières des huit expositions impressionnistes. La Deuxième exposition des impressionnistes se tient en 1876 et la troisième en 1877. En dehors de la septième en 1882, il ne participera pas aux suivantes.

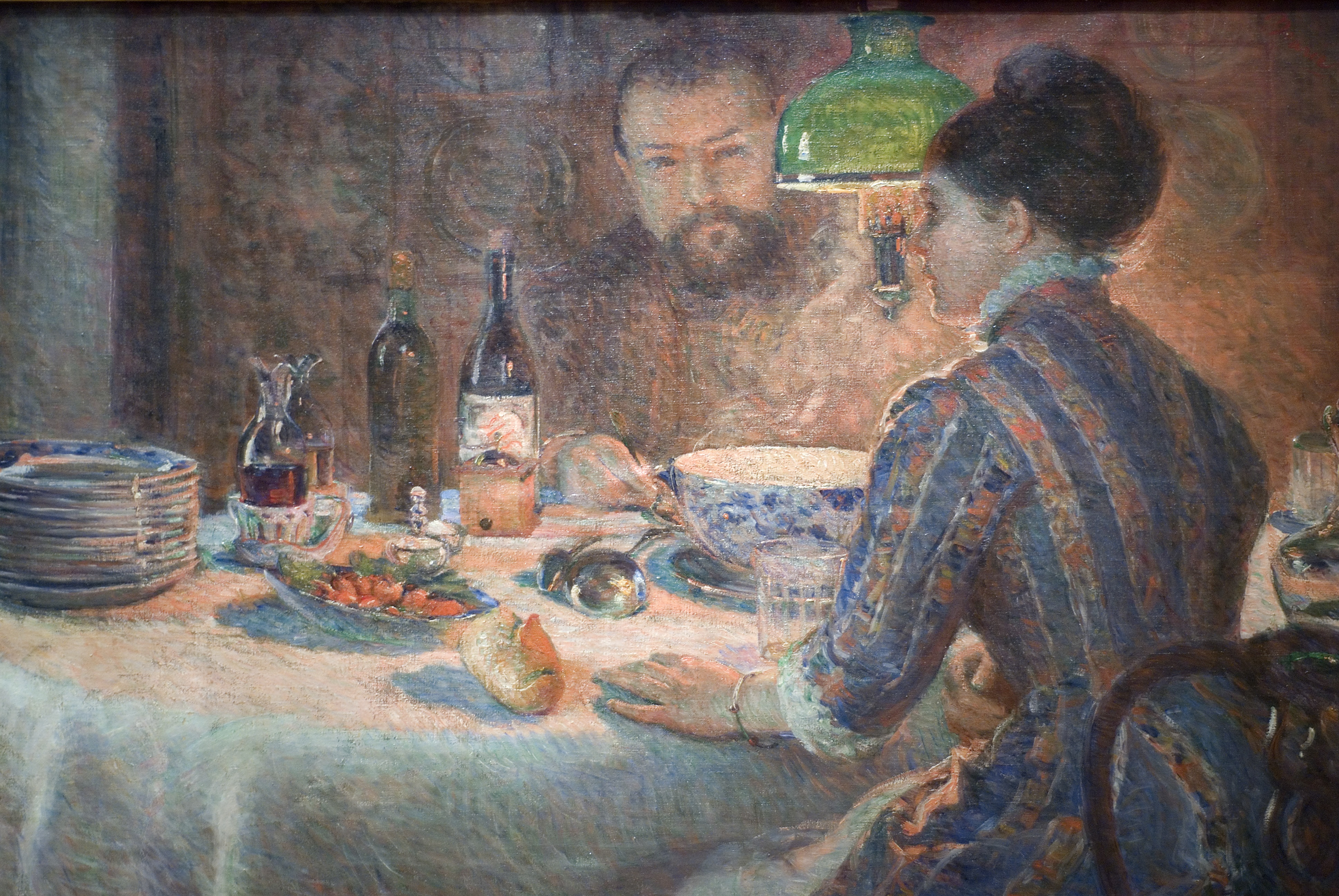
Marie Bracquemond
Sous la Lampe (1877)
Le couple Sisley dînant chez les Bracquemond à Sèvres
, Chicago.

De tous les Impressionnistes, c'est Sisley qui séjourne le plus longtemps dans la boucle de la Seine, et y réalise le plus grand nombre de tableaux.
En 1877, il part de Marly-le-Roi pour Sèvres où il réside jusqu'en 1879, avant de s'installer dans la région de Moret-sur-Loing.
Marie Bracquemond est supposée le peindre avec sa compagne en 1880 : La promenade en bateau. Sisley et sa femme. Mais pour le tableau Sous la Lampe parfois intitulé le couple Sisley dînant chez les Bracquemond à Sèvres, il faut y voir une représentation des Bracquemond eux-mêmes[réf. nécessaire].

Les Premières expositions
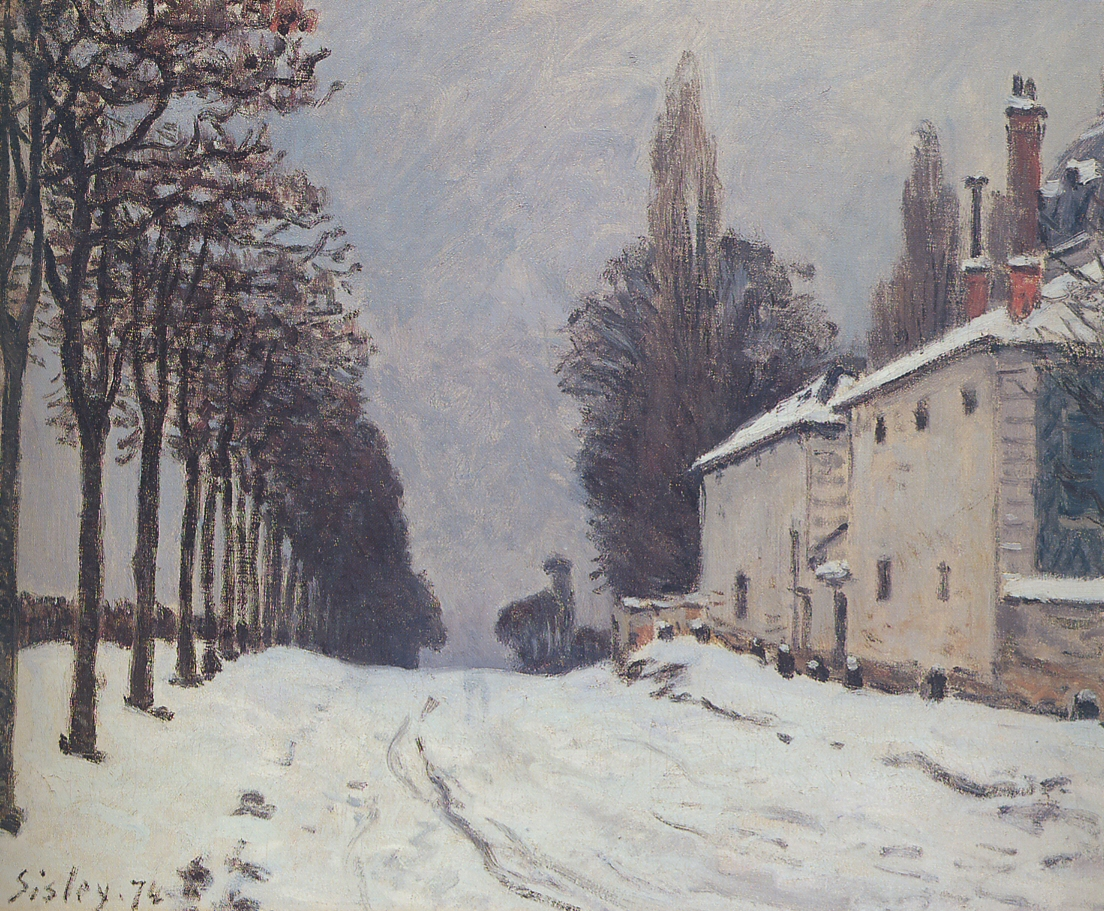
Neige sur la route de Louveciennes (1874) collection particulière.
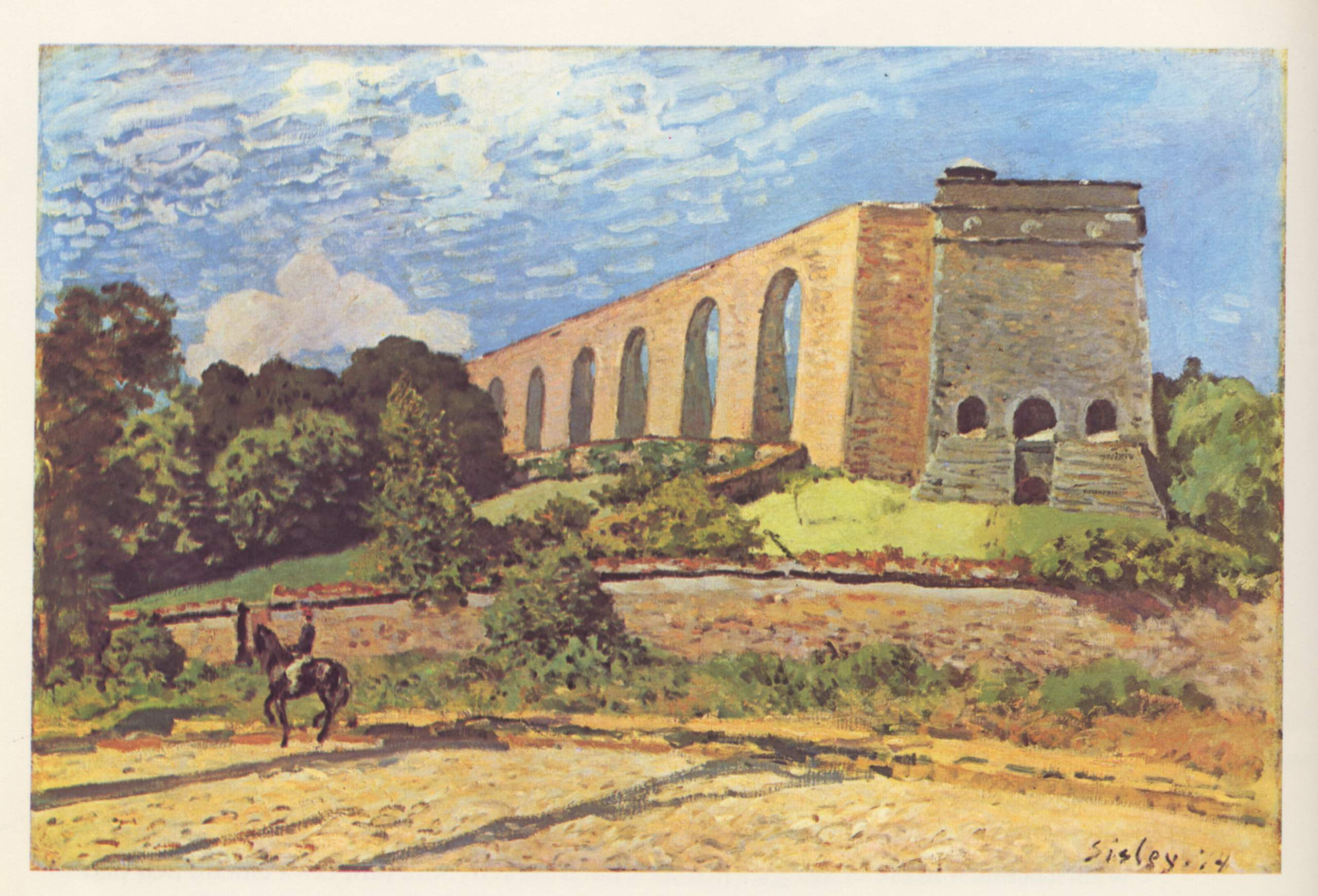
L'Aqueduc de Marly (1874) Toledo, musée d'art de Toledo.
La Terrasse à Saint-Germain, Printemps (1875) Baltimore, Walters Art Museum.
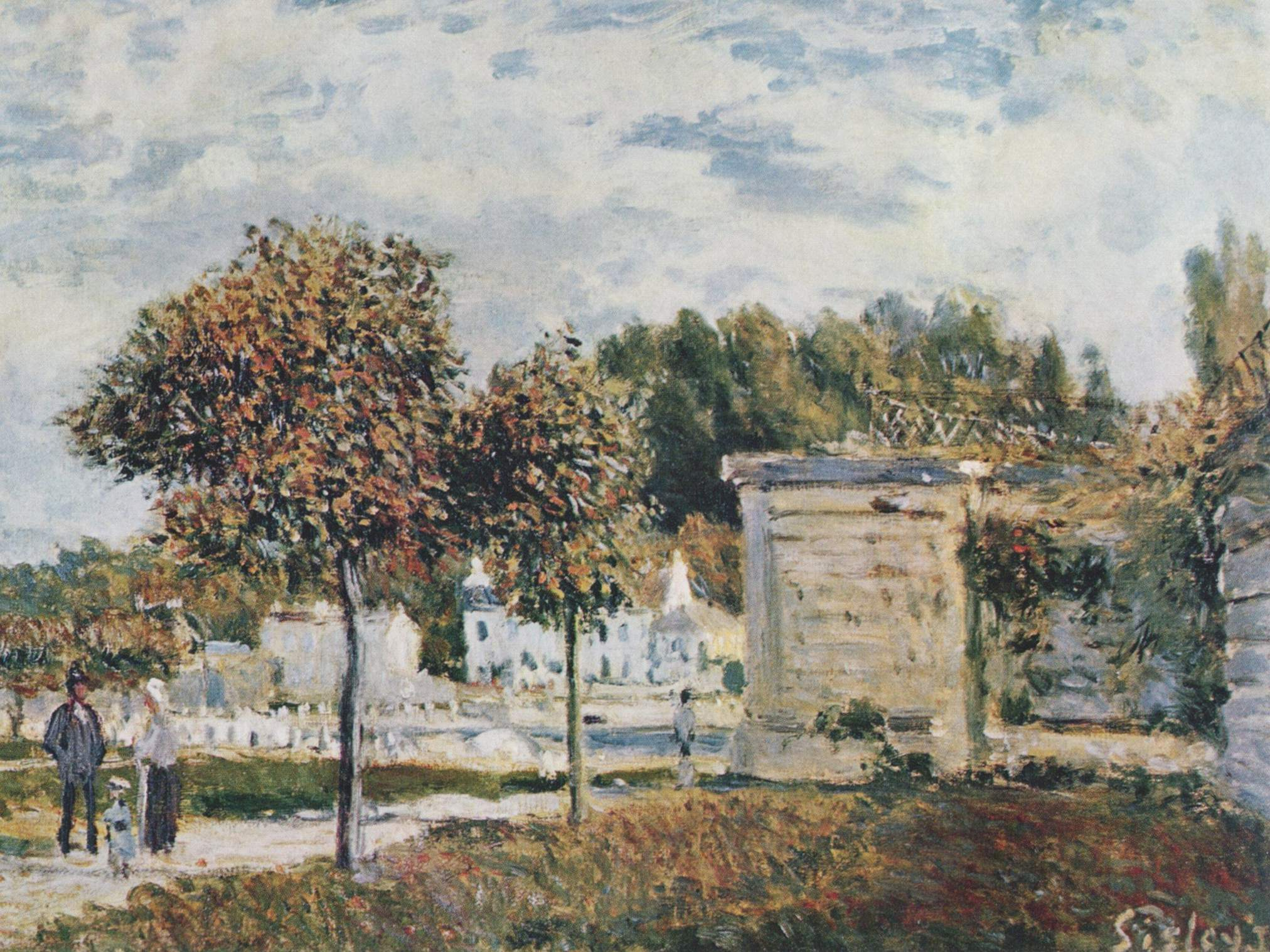
L'Abreuvoir à Marly (1875) Zurich, Kunsthaus.
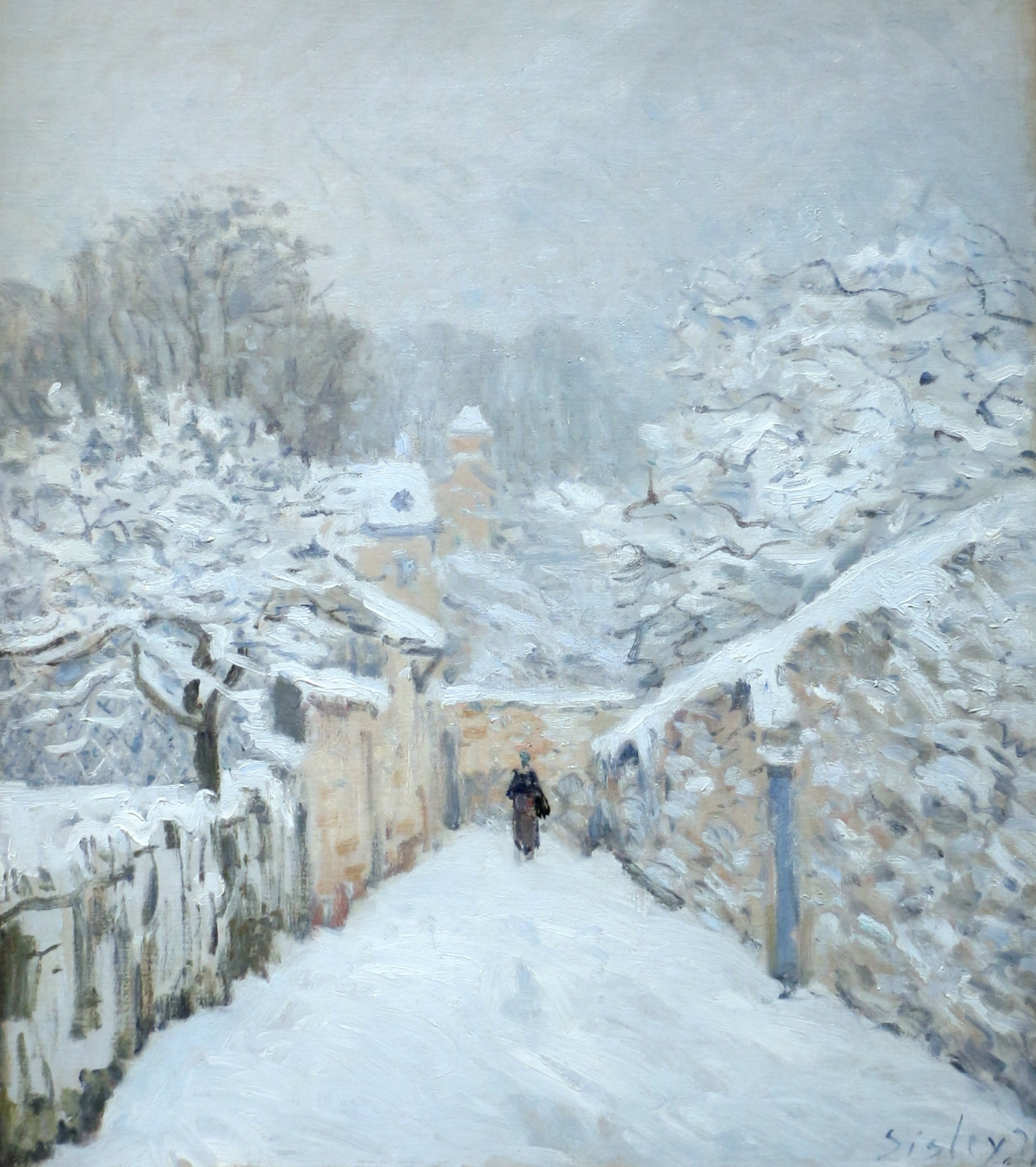
La Neige à Louveciennes (1875), Musée d'Orsay.
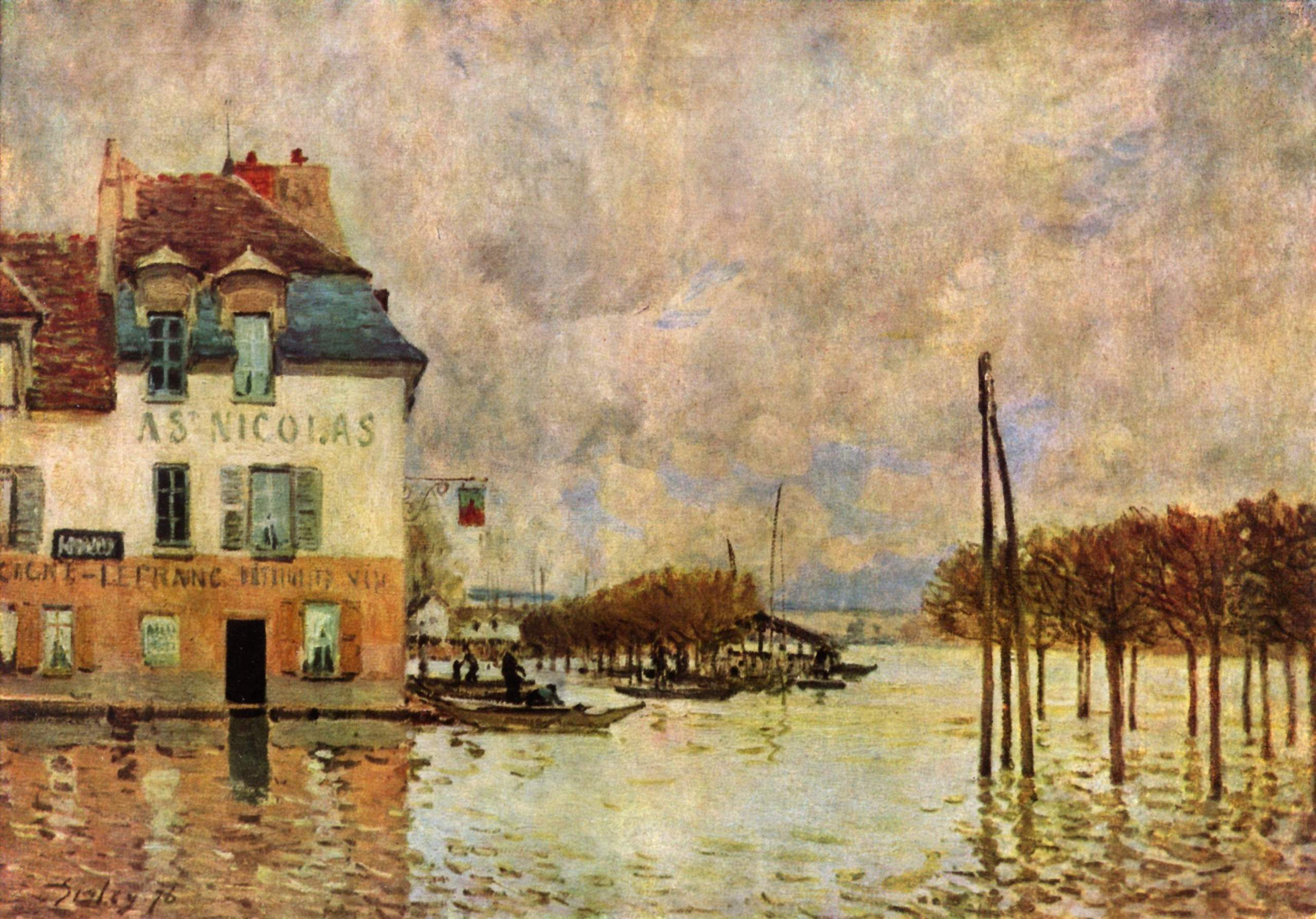
L'Inondation à Port-Marly (1876) Paris, musée d'Orsay.
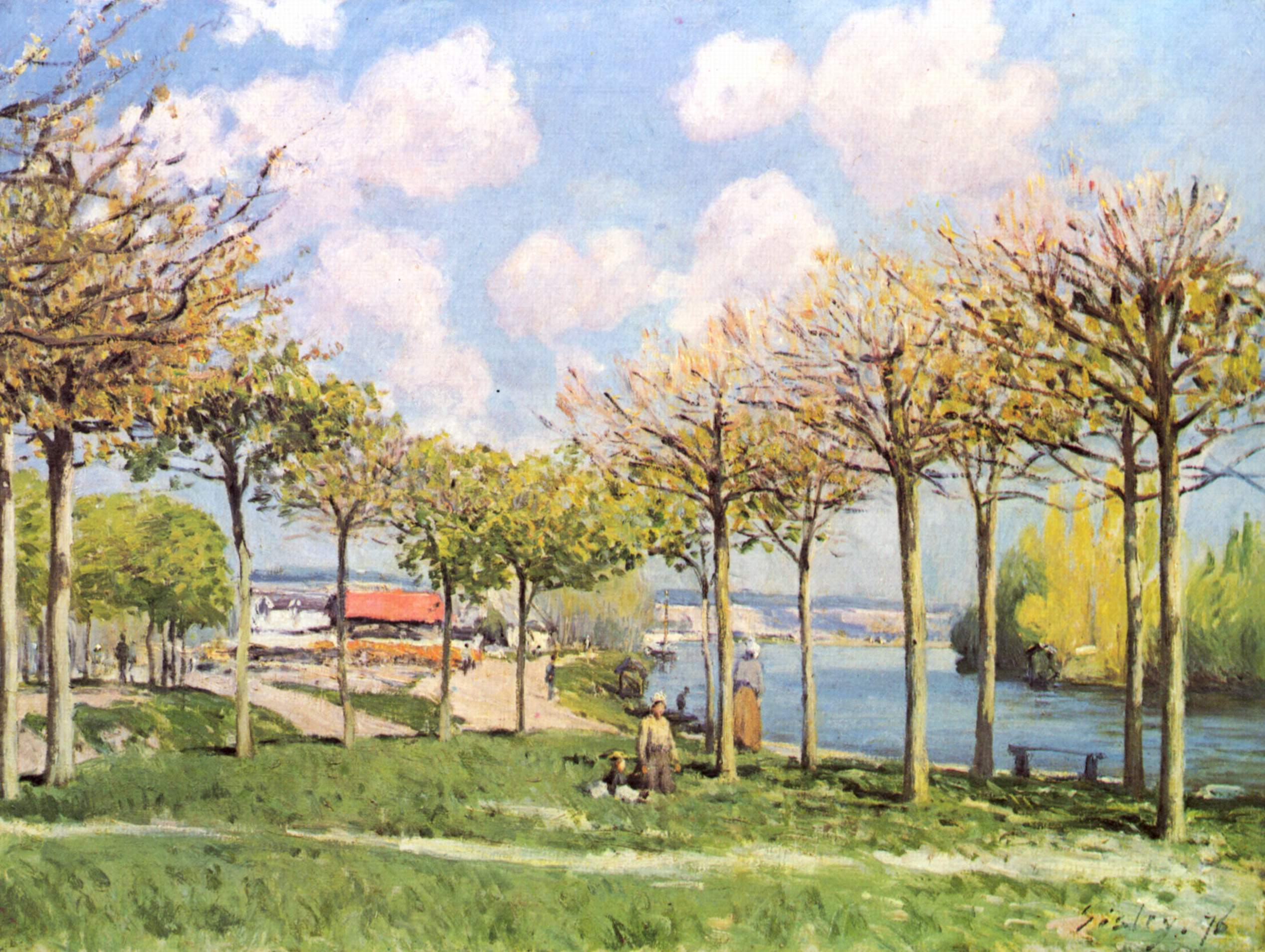
La Seine à Bougival (1876) New York, Metropolitan Museum of Art.
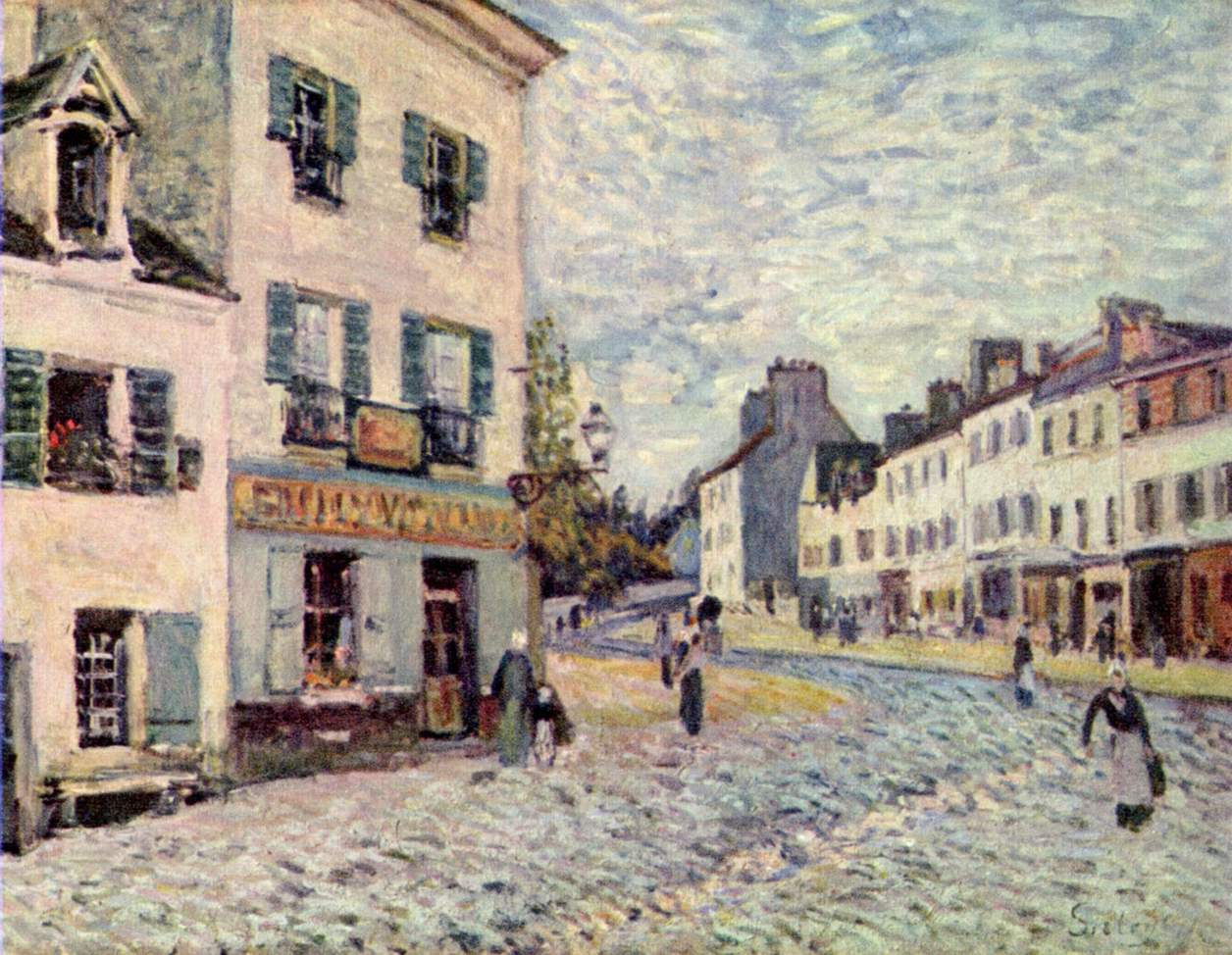
Une rue à Marly (1876) Mannheim, Kunsthalle.

### Période d’indépendance et de reconnaissance (1880-1895)

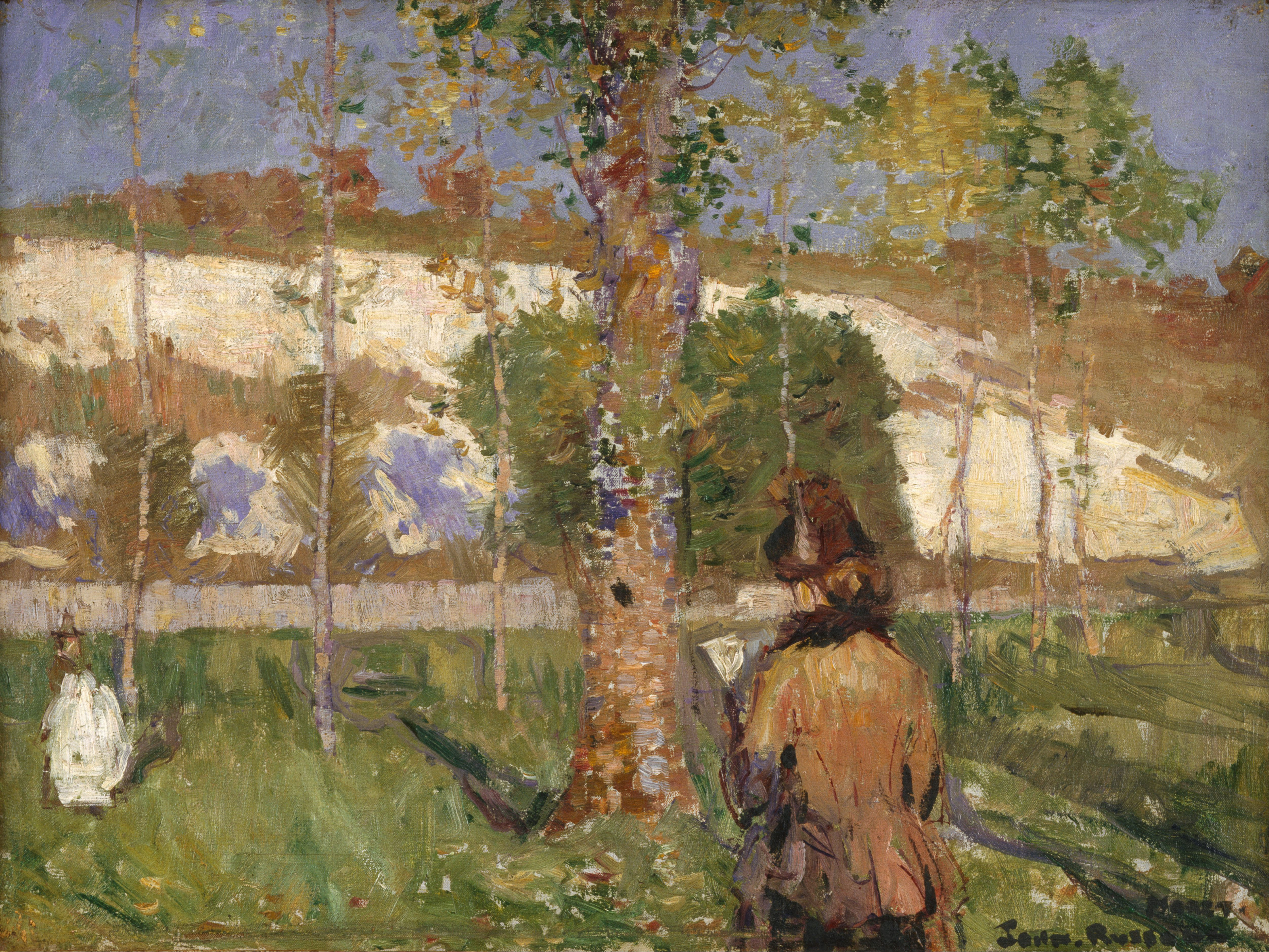
John Peter Russell, Madame Sisley sur les bords du Loing à Moret (1887), Sydney, Galerie d'art de Nouvelle-Galles du Sud.

En 1880, des difficultés financières l'obligent à quitter Sèvres, pour la Seine-et-Marne. Il se fixe non loin de Moret-sur-Loing à Veneux-Nadon, un village isolé à soixante-quinze kilomètres au sud-est de Paris. Il est conquis par cette campagne paisible et verdoyante à laquelle il restera fidèle jusqu'à la fin de sa vie. Le peintre australien John Peter Russell réalise le portrait de Mme Sisley sur les bords du Loing en 1887. À cette période le groupe des impressionnistes est dispersé, après le départ de Renoir, Sisley, Cézanne puis Monet en 1880 des expositions impressionnistes. Chacun cherche à tracer dorénavant sa propre voie. Les expositions personnelles demeurent alors le moyen privilégié pour ces peintres de se faire reconnaître.
Sisley accepte sa première exposition personnelle en 1881 à La Vie Moderne avec 14 tableaux, et une autre en 1883 dans la galerie de Durand-Ruel après celles successives de Monet, Renoir et Pissarro. Mais le succès n’est toujours pas au rendez-vous et les envois de Durand-Ruel de ses œuvres à Londres, Boston, Berlin ou Rotterdam ne sont guère plus fructueux.
En 1882 se tient la septième exposition impressionniste, avec la reformation exceptionnelle du groupe impressionniste initial (Monet, Renoir, Sisley, Pissarro…). Il y expose vingt-sept tableaux représentant son nouvel environnement. Mais cette réunion des peintres est la dernière. En effet, la dernière et huitième exposition impressionniste a lieu sans la présence de Sisley, Monet, Renoir et Cézanne.
De 1882 à 1885, il explore les bords du Loing. Entre Moret, ville médiévale de campagne, et Saint-Mammès, réputée pour ses constructions de bateaux et ses activités traditionnelles, il multiplie les points de vue. En 1885, le groupe de maisons situé près des écluses mobilise son attention et lui fournit le motif d'un ensemble de compositions assimilable à une série. Il procède à un relevé systématique des lieux, qu'il consigne dans ses carnets de dessins et annote de détails techniques.
Le docteur Georges de Bellio, un amateur roumain ne cesse d’apporter son soutien à Sisley qui vit dans un état de pauvreté chronique. Il acquiert pour son compte plusieurs œuvres et, en 1877, il prête trois Sisley à l’exposition impressionniste. C'est son médecin de famille et il prodigue ses soins à sa compagne en 1883. Il achète au moins cinq autres tableaux en 1886 et introduit régulièrement Sisley auprès d’amis susceptibles d’acheter ses paysages en 1886, 1887 et 1889.

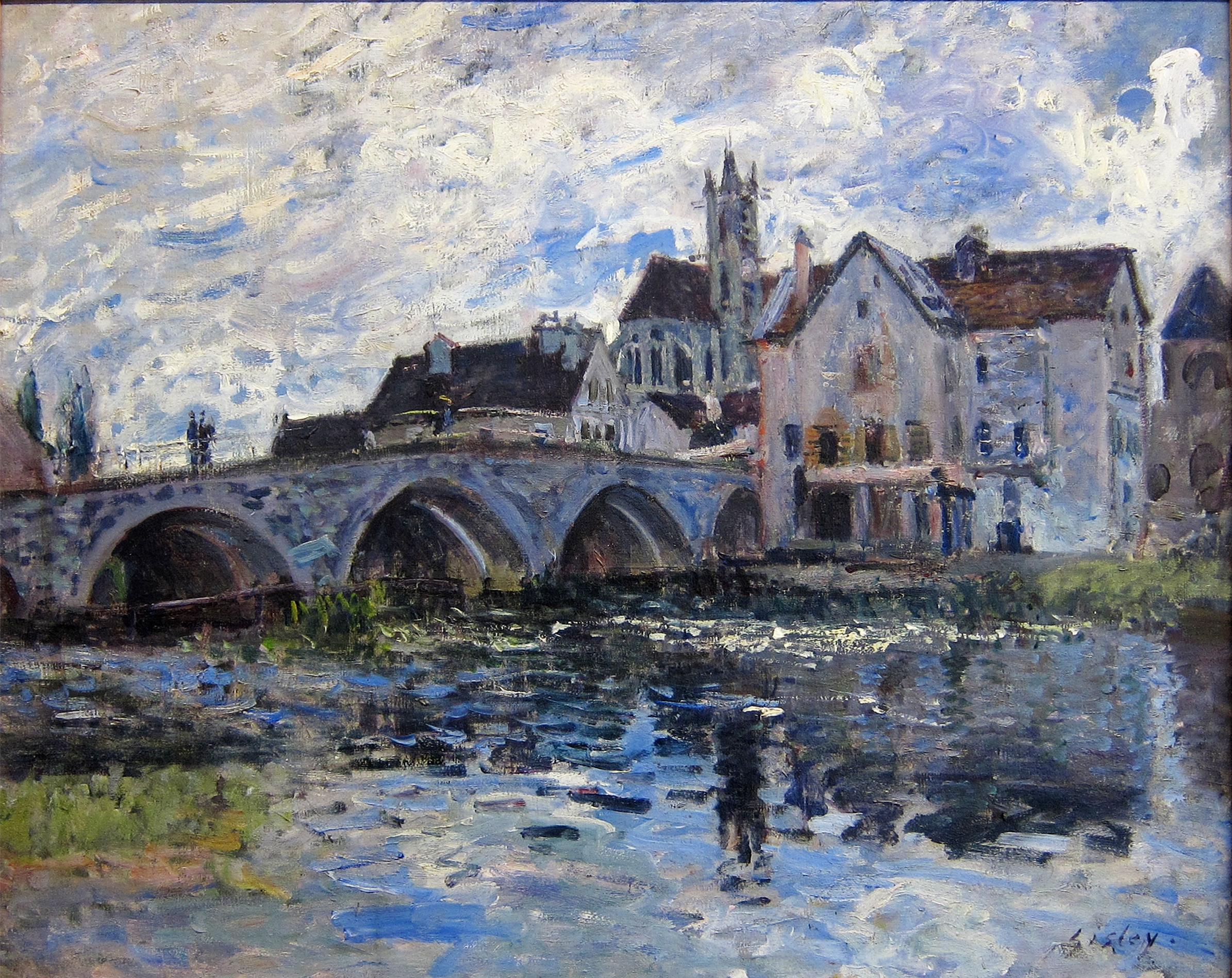
Alfred Sisley
Le Pont de Moret, effet d’orage (1887)
Le Havre, musée d'art moderne André-Malraux.

Après s’être opposé à deux projets d’expositions de Durand-Ruel, Sisley, contraint par ses soucis financiers, lui demande de l’aide en 1885 et lui accorde sa confiance pour deux expositions collectives organisées à New York en 1886. Celles-ci, remportant succès, seront alors les premiers signes avant-coureurs de la reconnaissance tardive des impressionnistes.
Le 2 février 1888, à l'initiative de Jules-Antoine Castagnary, l'État lui achète Matinée de septembre.
Le 30 mai 1888, il fait une première demande de naturalisation française qui n'aboutit pas.
Durand-Ruel lui offre même une exposition particulière à New York début 1889 dans sa galerie qu’il a ouverte outre-Atlantique.
Parallèlement Sisley s’ouvre à d’autres marchands comme Georges Petit avec qui il collabore dès 1886, à l’instar de Monet, et Boussod et Valladon à partir de 1893. Ses tableaux remportent du succès lors de la deuxième exposition internationale de peinture et de sculpture chez Georges Petit.
Après avoir séjourné à By et Veneux-Nadon, il s'installe définitivement dans la commune de Moret-sur-Loing en février 1889, d'abord rue de l'Église puis, probablement à partir de 1892, au 19, rue Montmartre.
En 1890 il est admis comme membre associé de la Société nationale des Beaux-Arts. Cette entrée lui assure alors une certaine pérennité puisqu'il y montrera ses œuvres tous les ans jusqu'à la fin de sa vie à l’exception de 1895 et 1896.
À partir du début des années 1890, Sisley entreprend un ensemble de séries, suites de tableaux représentant le même thème à des heures différentes (les vieilles maisons de Saint-Mammès, des sentiers aux Sablons, des allées du Loing…). Sa manière s’affirme et s’élargit aux dépens d’une vision moins spontanée, cependant selon les termes de Claude Roger-Marx « on retrouve le timbre angélique d’autrefois. », insistant sur ce qu’il appelle tendrement « le coin aimé du tableau. »
Lors du Salon du Champ-de-Mars de 1892, il est vivement critiqué par Octave Mirbeau dans sa chronique du Figaro du 25 mai 1892 à laquelle il répondra soulignant la malveillance du critique d'art à son égard,. Dans sa lettre « autobiographique » à Adolphe Tavernier, un ami journaliste, critique et son ardent défenseur, il souligne la signification profonde de Moret pour son langage artistique mûr : « Cela fera bientôt 12 ans que je suis à Moret et ses environs, face à une végétation si dense, ses grands peupliers, l'eau du Loing, si belle, si transparente, si changeante, c'est sans doute à Moret que j'ai fait le plus de progrès dans mon art particulièrement ; au cours des trois dernières années. ».
En 1894, il reçoit Gustave Geffroy à Moret, qui publiera après sa mort dans Sisley ses souvenirs et impressions de cette journée : il dit avoir deviné « la tristesse sous l’apparence de la résignation et les paroles enjouées (…) cette journée si parfaite d’accueil et d’amitié est restée pour moi empreinte de ce sentiment deviné chez l’artiste vieillissant qui semblait pressentir que jamais de son vivant un rayon de gloire ne viendrait briller sur son art ». En effet Sisley ne connaît pas le succès rencontré par des impressionnistes tels Renoir ou Monet ou Degas. Pissarro écrira à son fils Lucien dans une lettre de 1895 : « je reste, avec Sisley, comme une queue de l’impressionnisme. »

La Reconnaissance
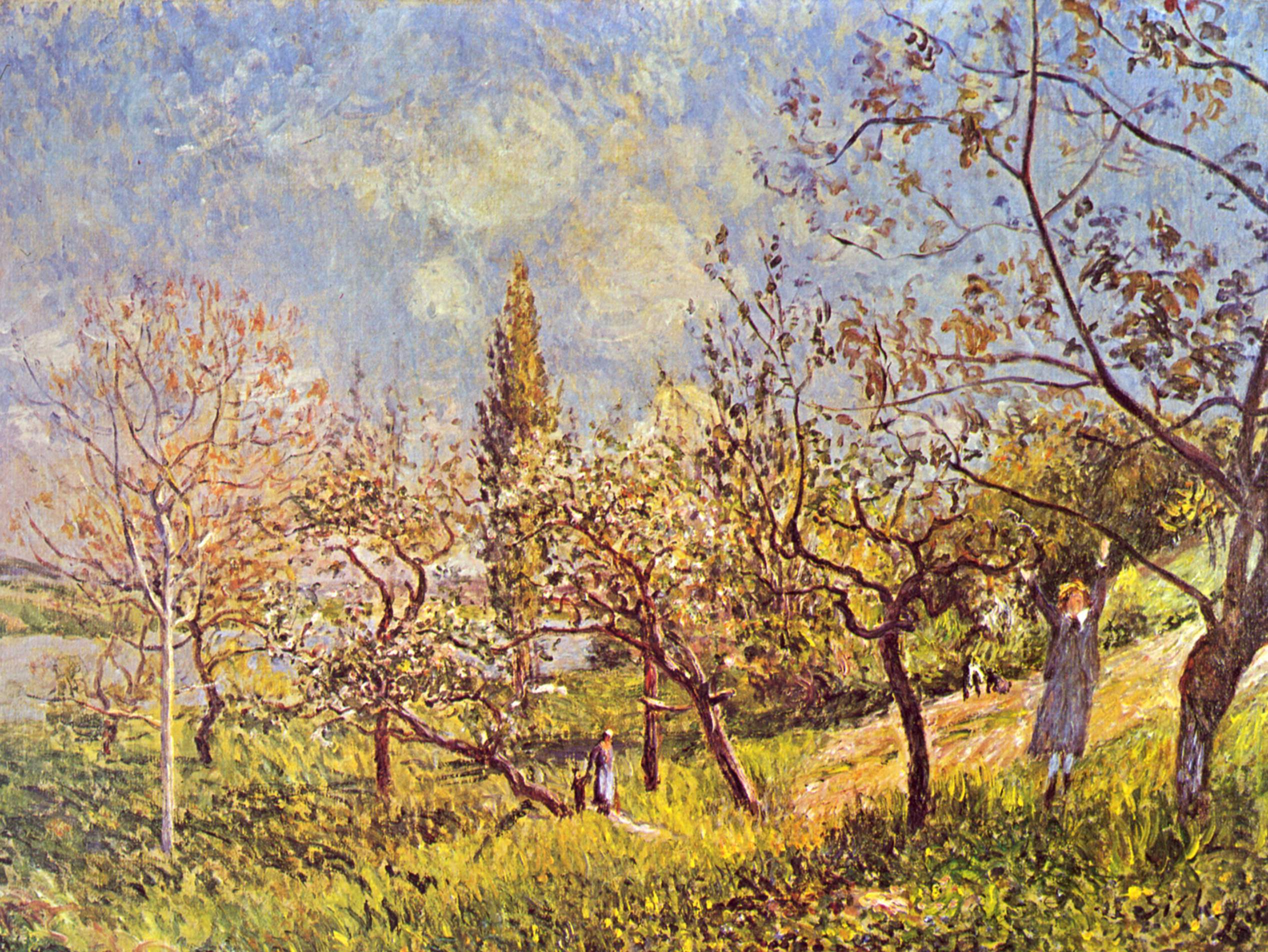
Un Verger au printemps, By (1881) Rotterdam, Musée Boijmans Van Beuningen.
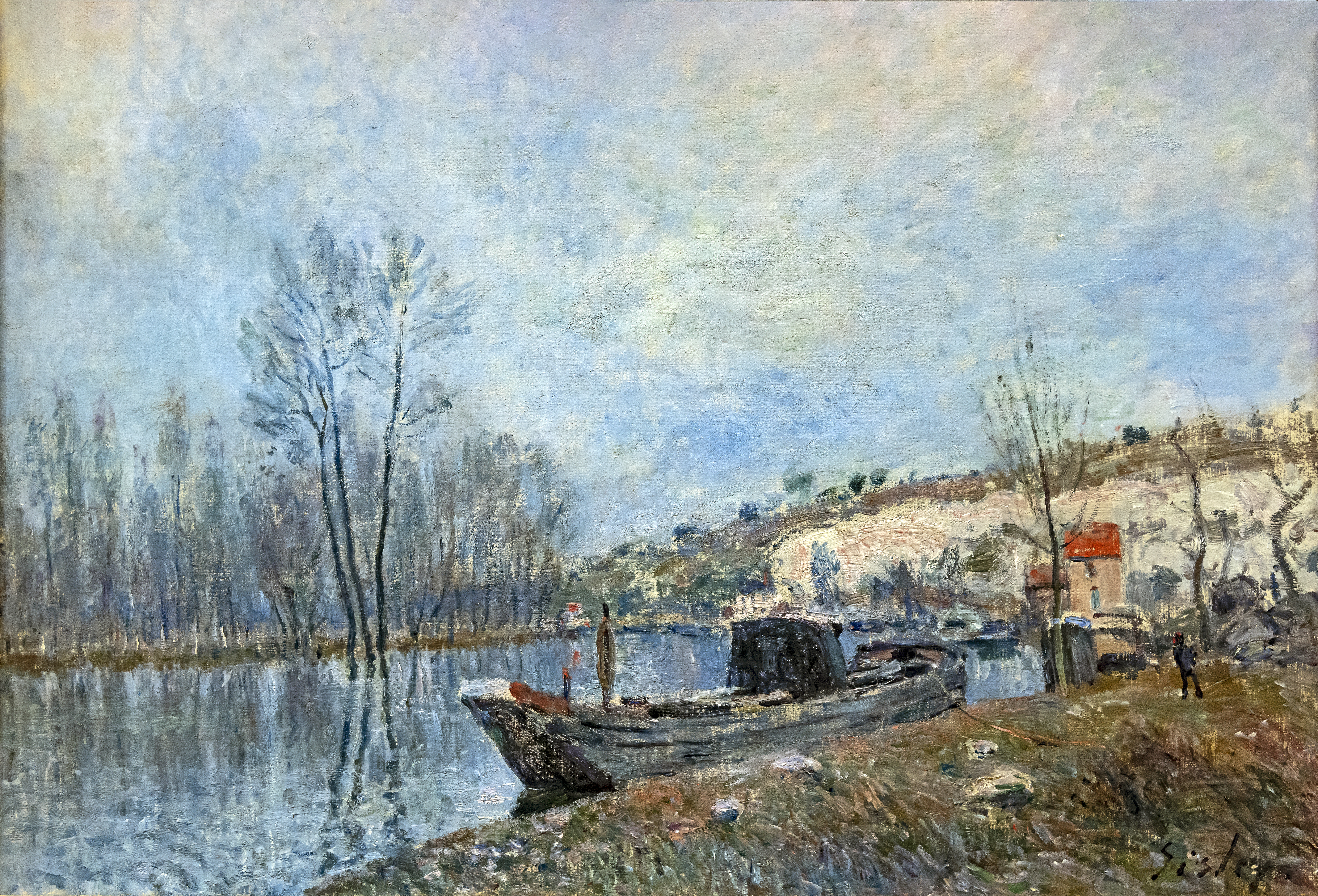
Les Bords du Loing vers Moret (1883) Toulouse, Fondation Bemberg.
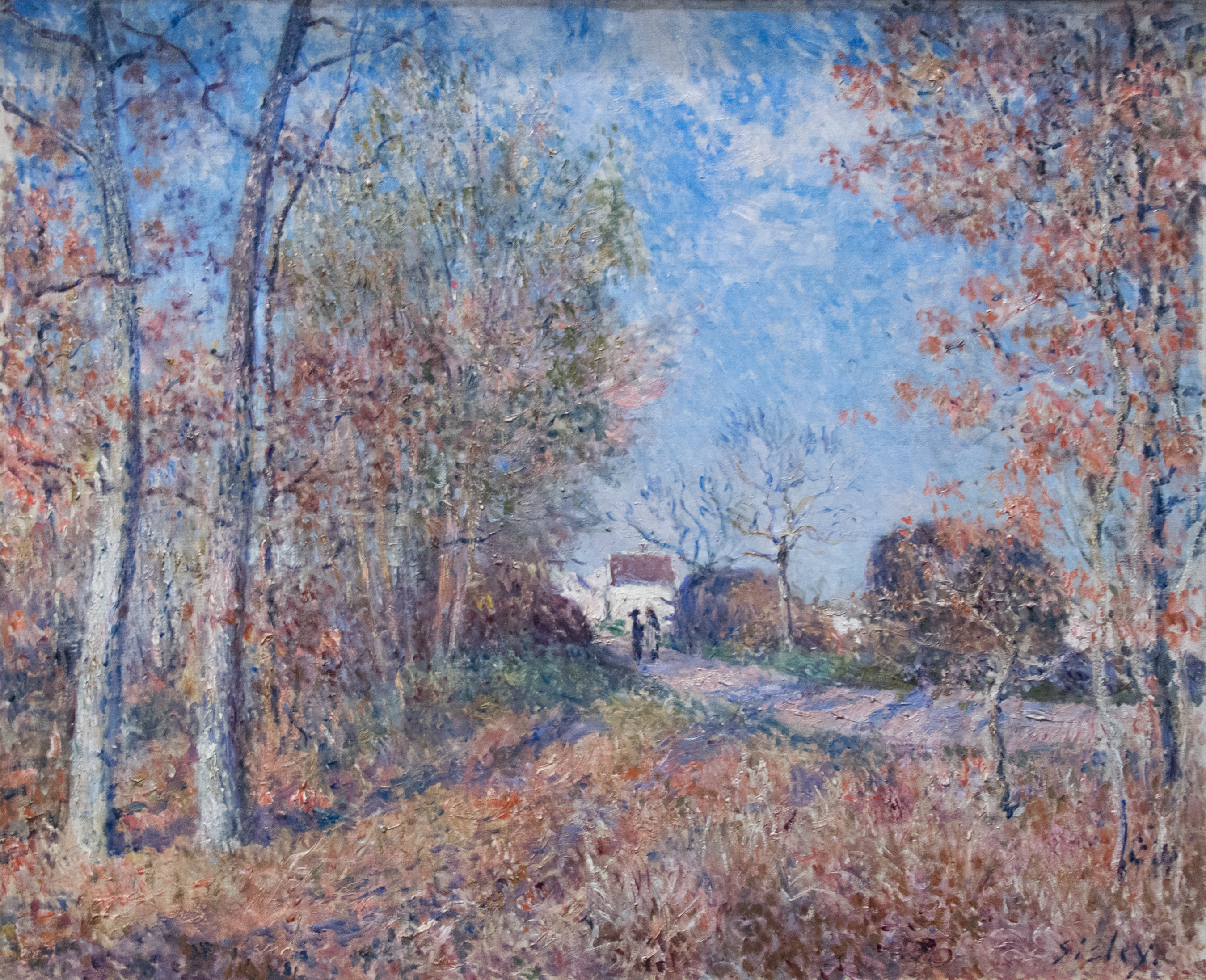
Un Coin de Bois aux Sablons (1883) Musée d'Orsay.
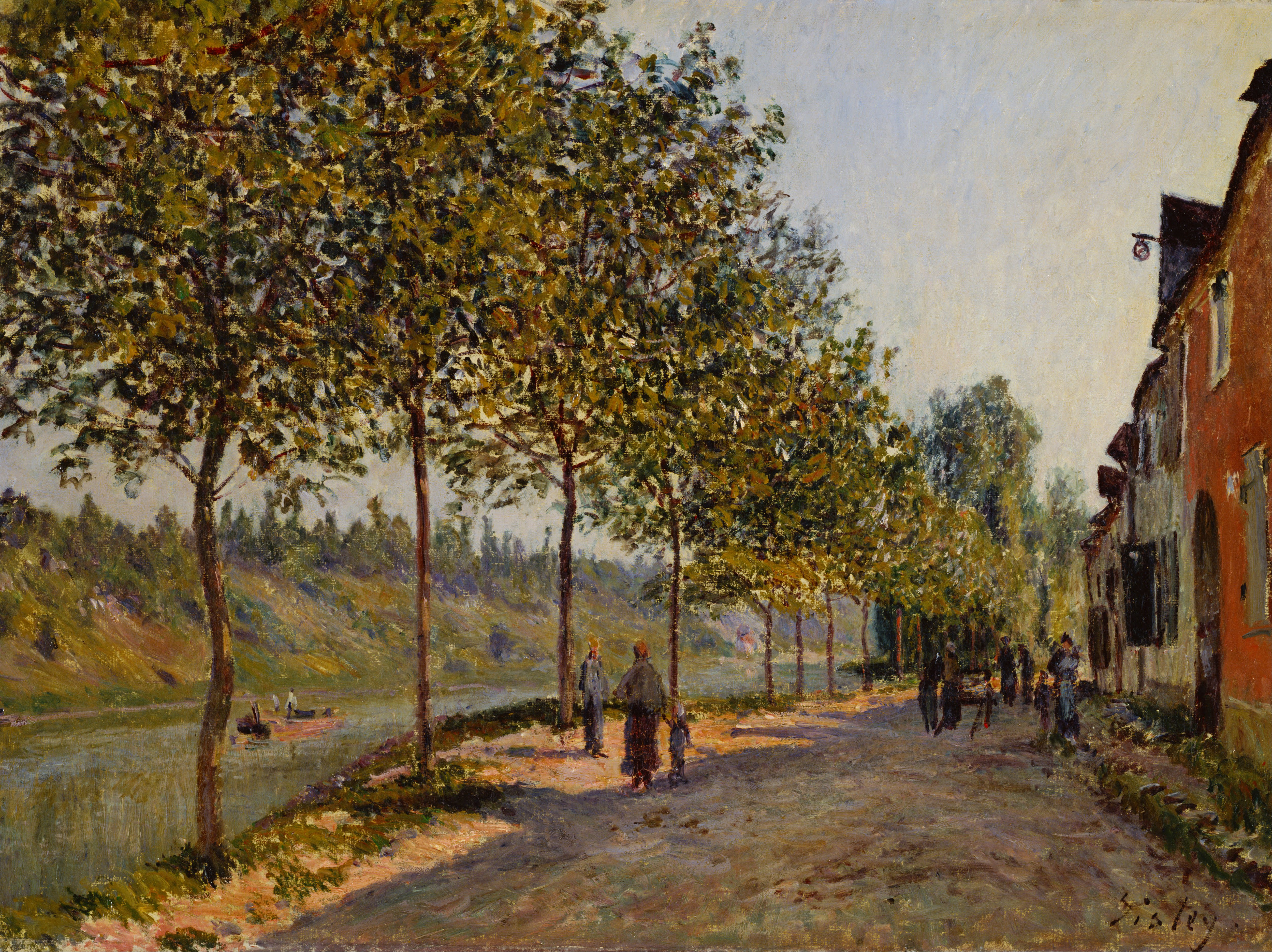
Matinée de juin à Saint-Mammès (1884) Tokyo, musée d'art Bridgestone.
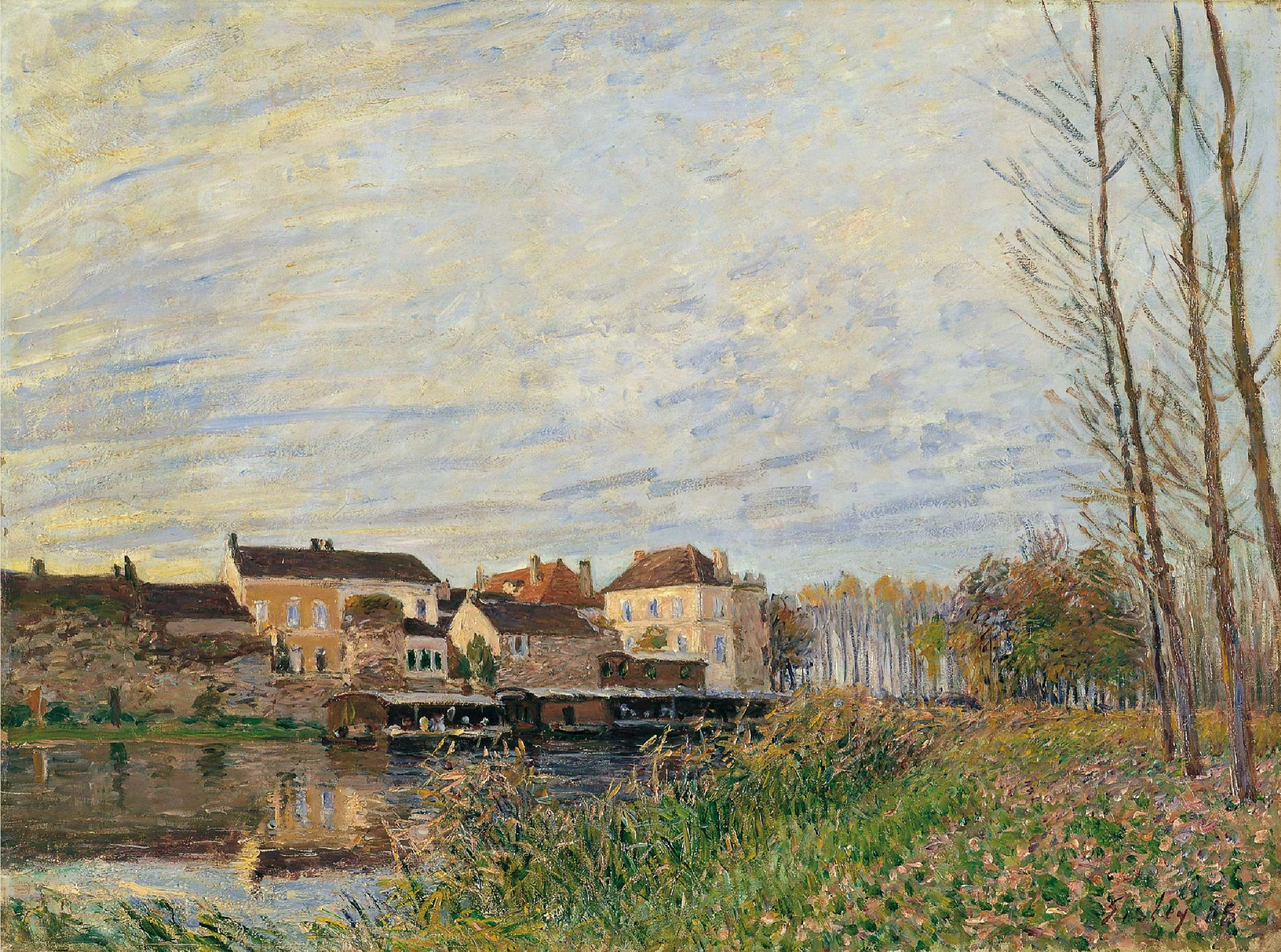
Un soir à Moret - Fin d'octobre (1888) Madrid, musée Thyssen-Bornemisza.
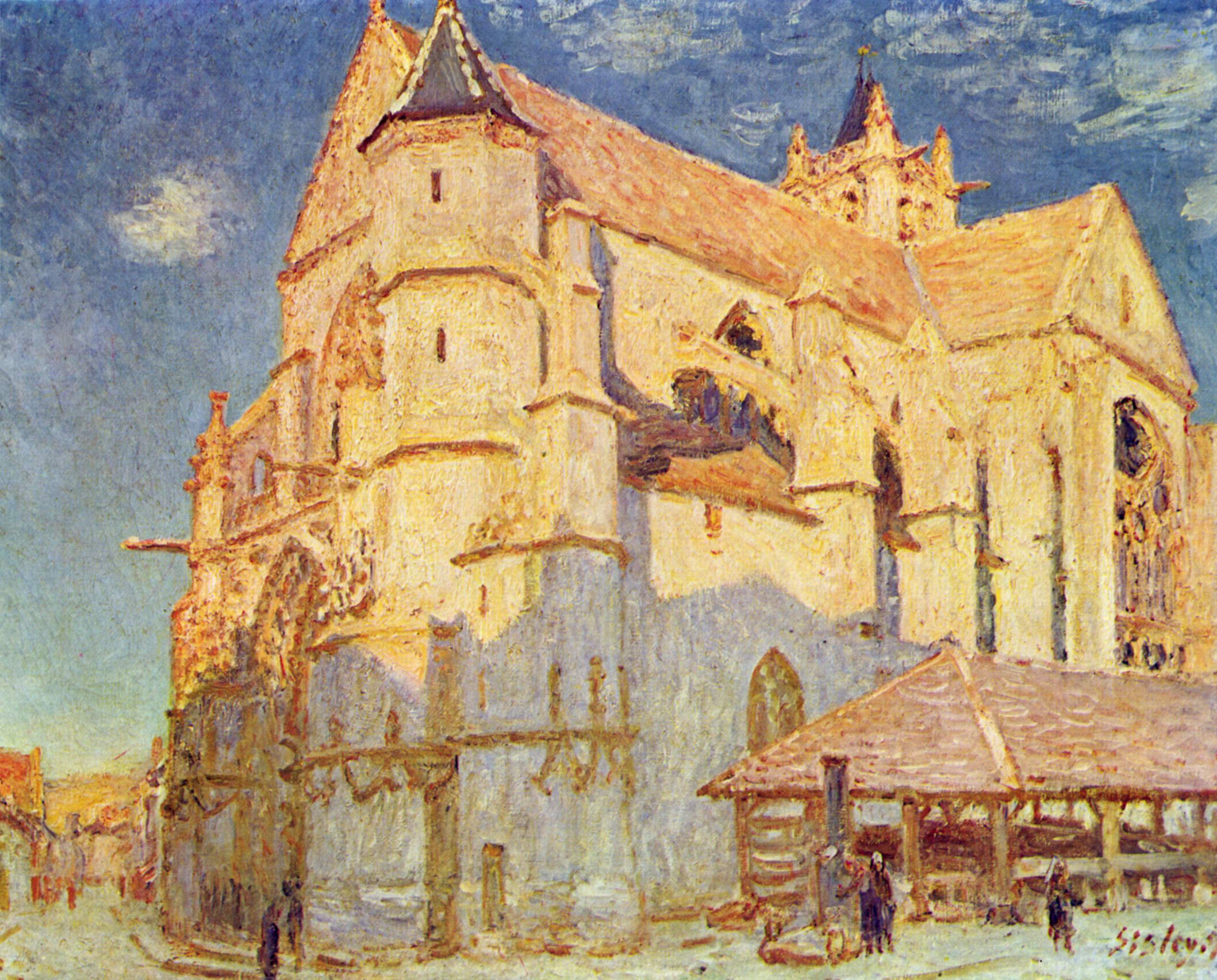
L'Église de Moret (1893) Musée des beaux-arts de Rouen.
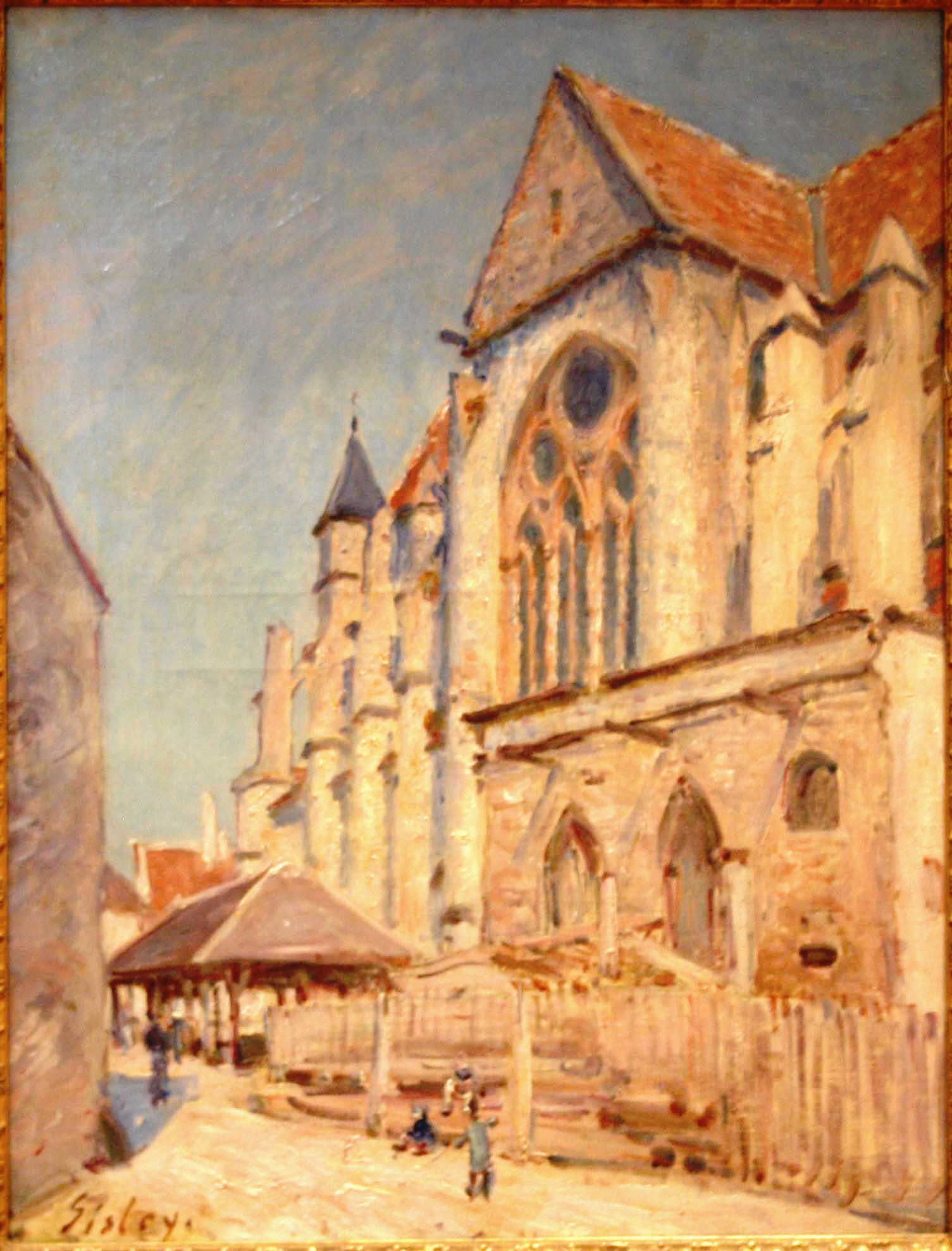
L'Église de Moret (1894) Avignon, musée Calvet.
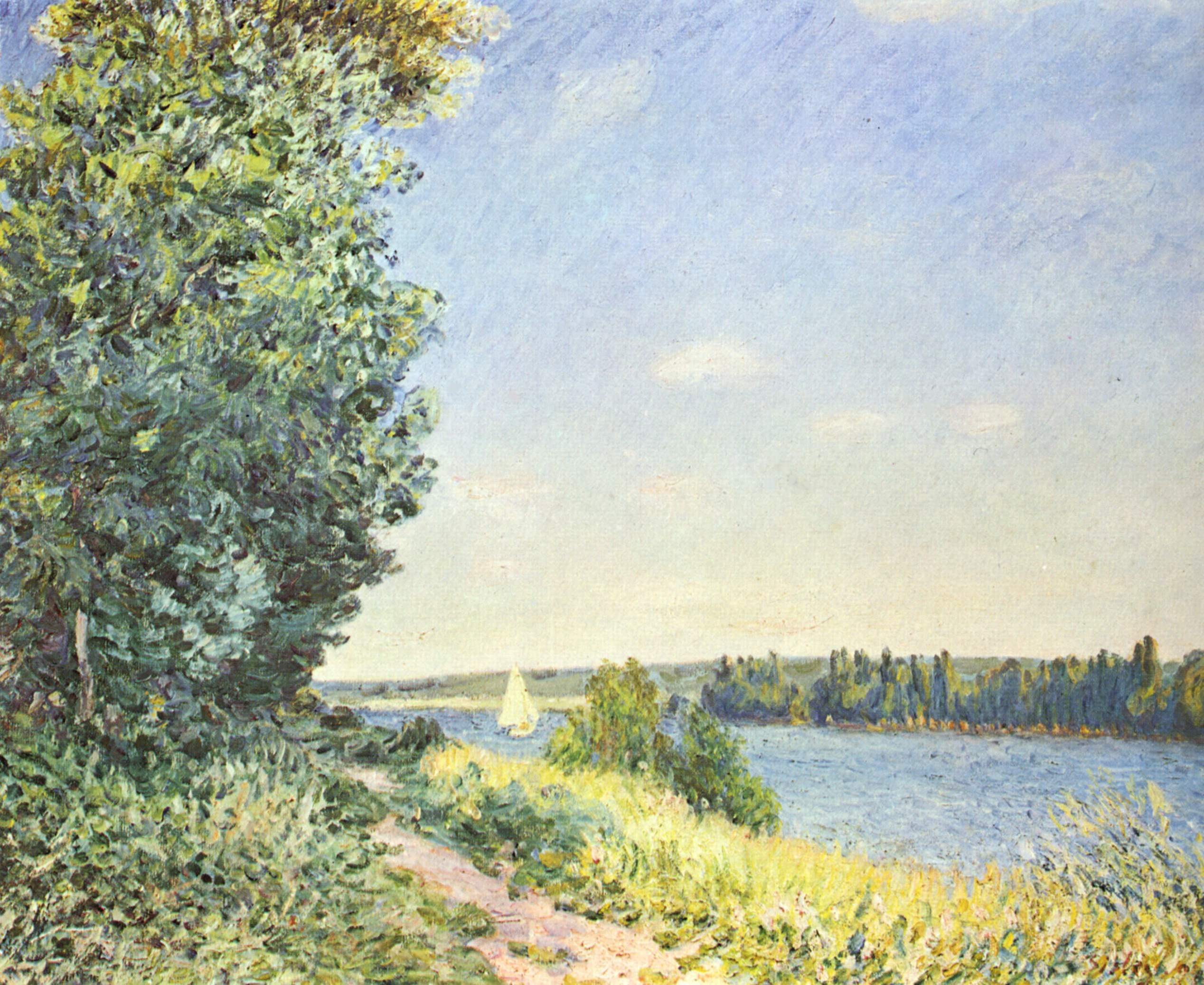
Normandie, voie d'eau, au soir (1894) Musée des beaux-arts de Rouen.
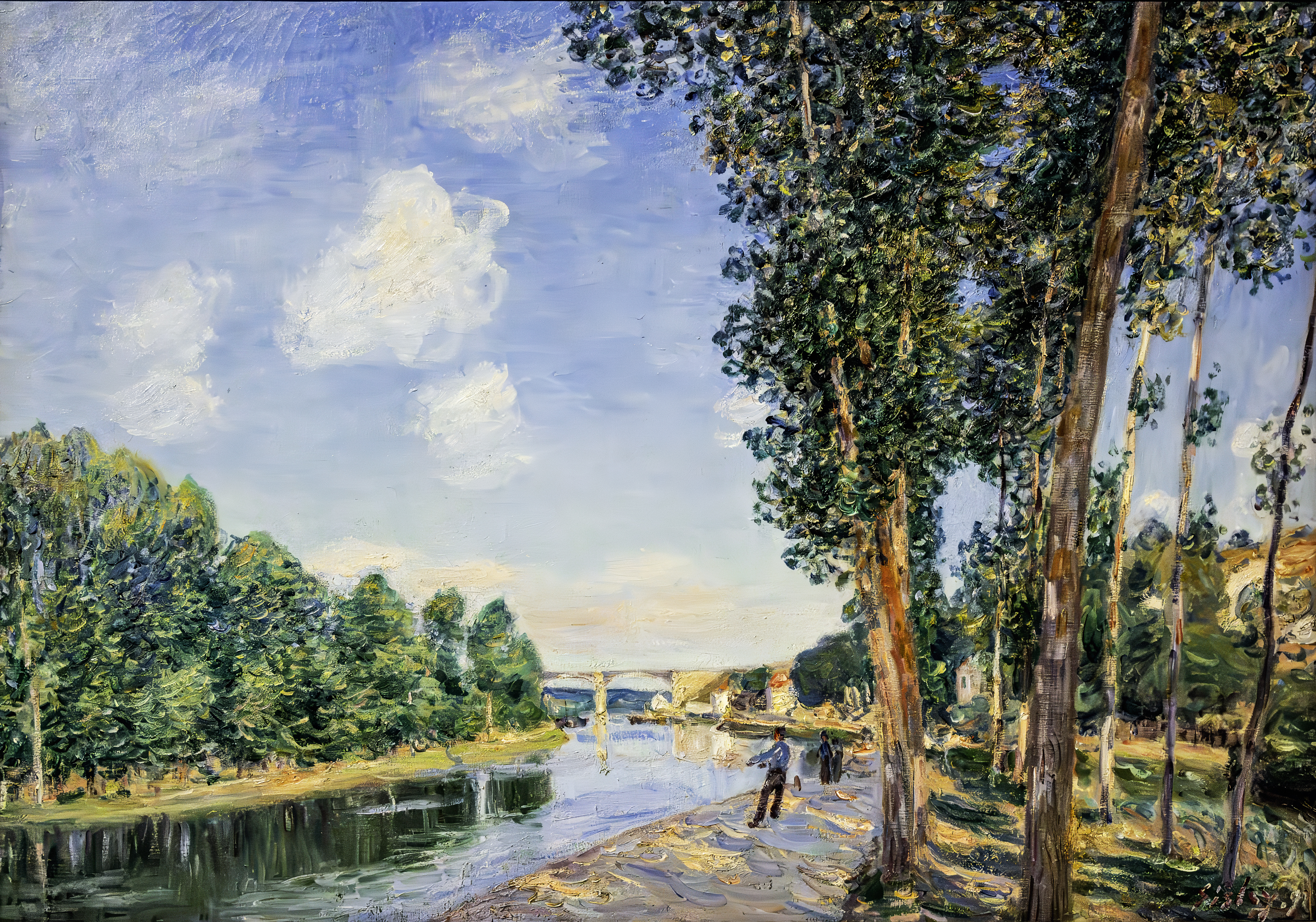
Le méandre du Loing, (1892) Barcelona, Museu Nacional d'Art de Catalunya
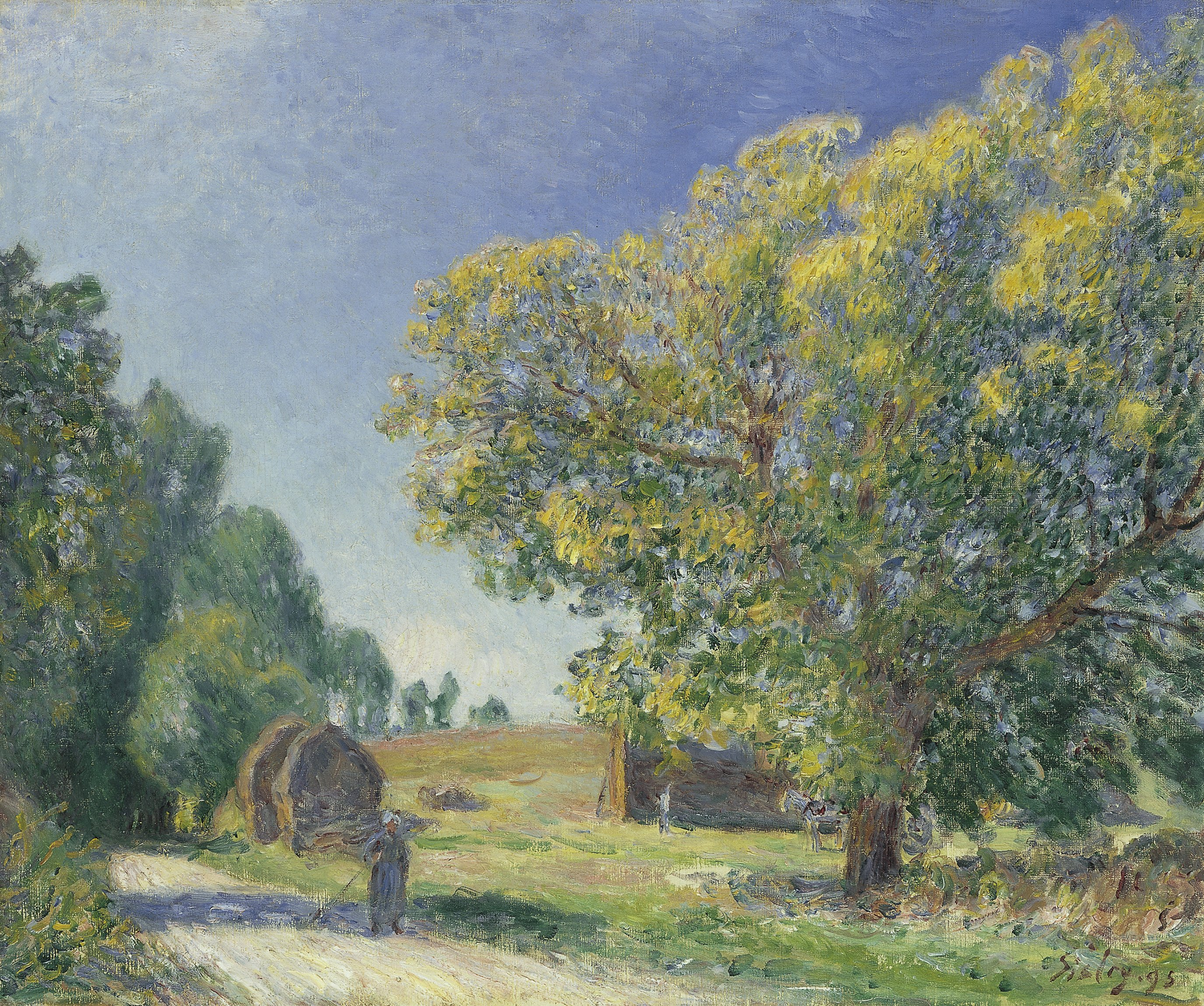
Une clairière dans la forêt (1895) Madrid, Musée Thyssen-Bornemisza.

### Dernières années (1896-1899)
Pendant les dernières années de sa vie (1897-1899) la santé de Sisley décline : il souffre de crises de rhumatismes très douloureuses.
Selon le catalogue de la vente de la collection d'Hippolyte Mireur, Sisley se rend à Montpellier vers 1896 pour consulter le docteur Granet. Il y aurait peint un pastiche d'Adolphe Monticelli sur un panneau signé A. S..
À la faveur d'un différend entre Durand-Ruel et Sisley, Georges Petit devient le galeriste attitré du peintre. En février 1897, il organise une grande rétrospective de l’œuvre de Sisley dans sa galerie rue de Sèze. L’artiste s’emploie à rassembler un maximum d’œuvres provenant des collections d’amateurs. Au total l’exposition ouvrira avec 146 peintures et six pastels. Seuls Arsène Alexandre et Adolphe Tavernier parleront de l’exposition et aucune toile ne sera vendue. L’expérience est douloureuse pour Sisley.

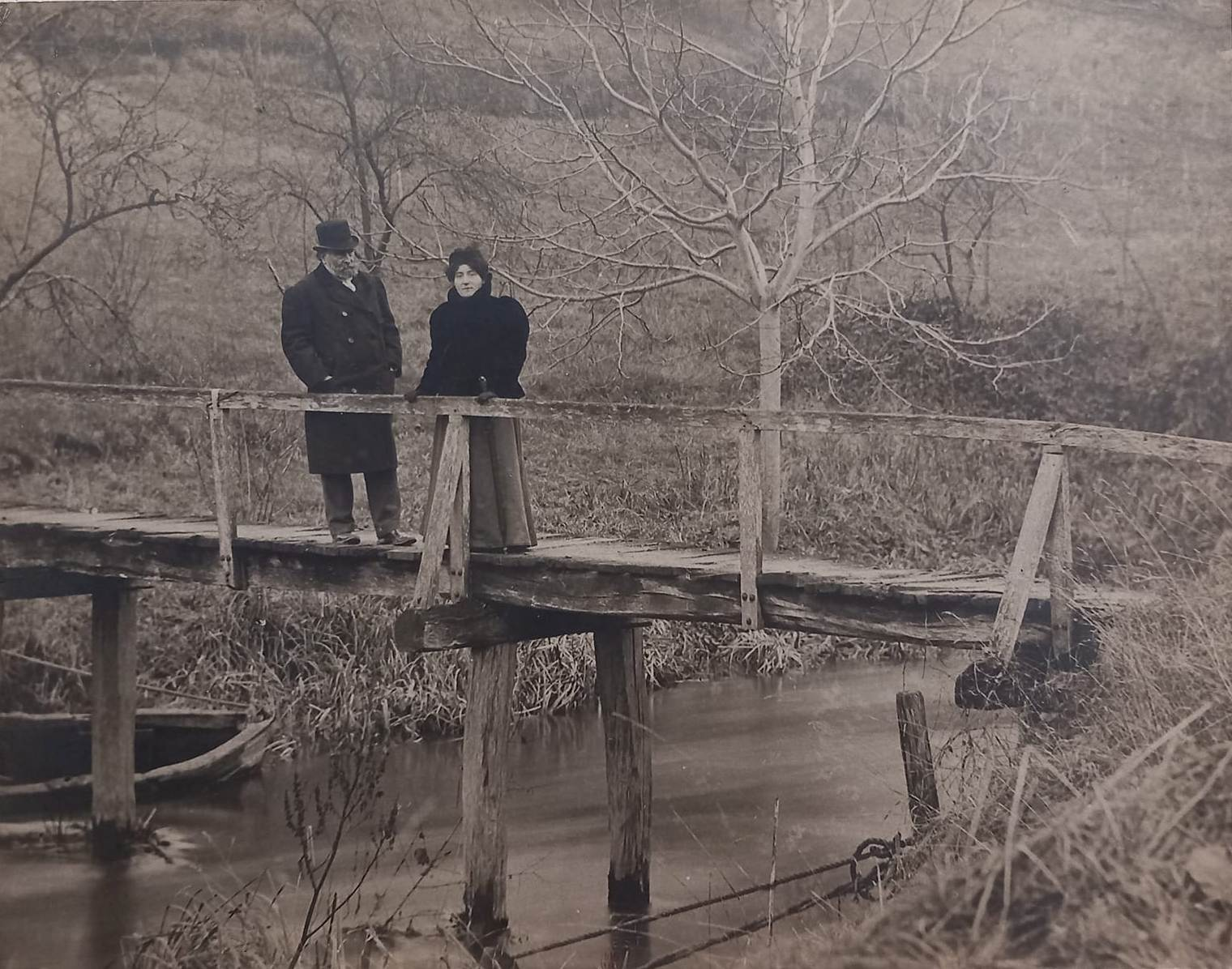
Alfred Sisley et sa fille Jeanne sur la passerelle à Moret.

Une photographie publiée en 2024 figure Alfred Sisley et sa fille Jeanne Sisley dans un lieu identifié par Christophe Langlois comme situé à quelques centaines de mètres du centre de Moret-sur-Loing.

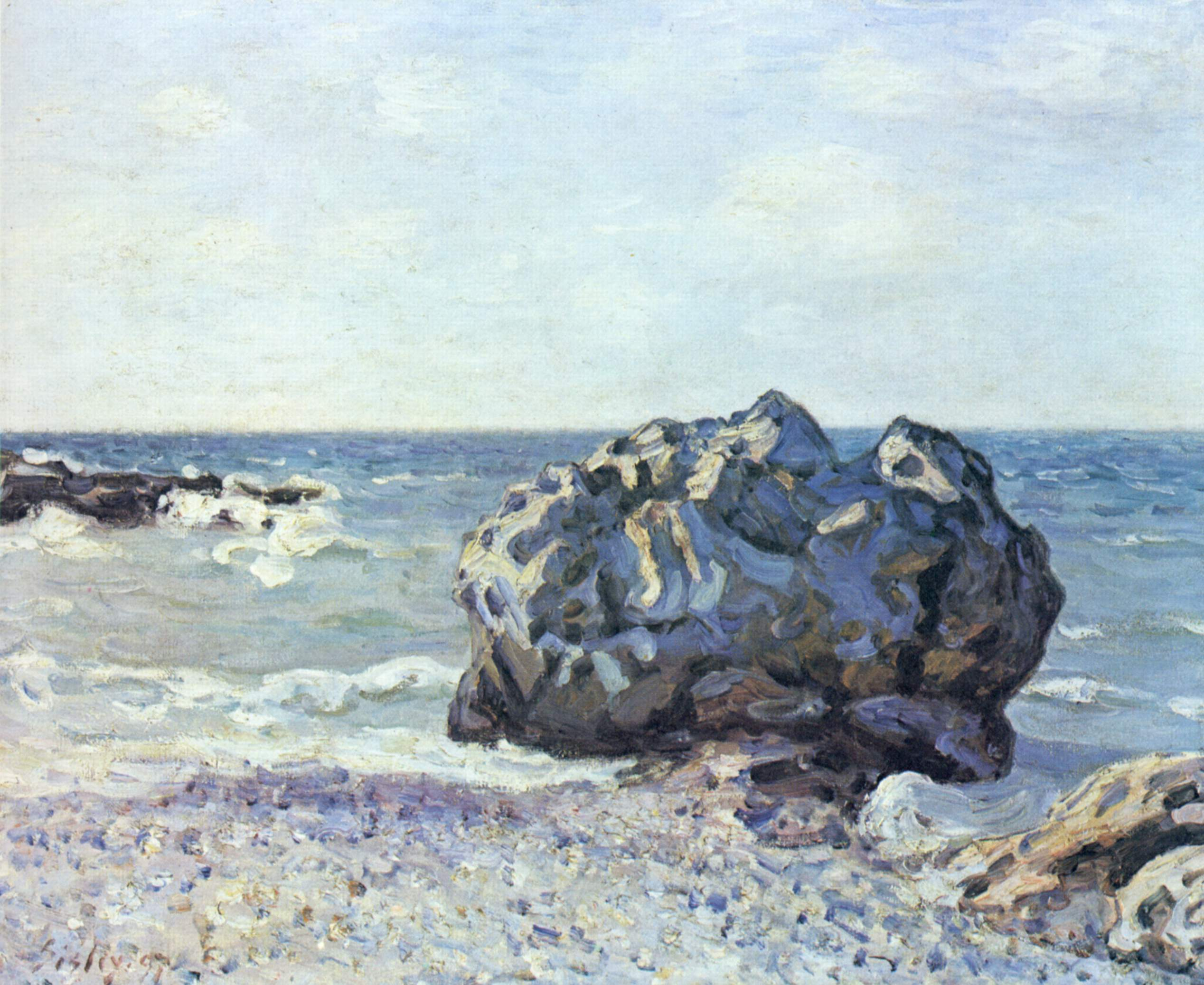
La Baie de Langland, Storr's Rock, Matin,
Alfred Sisley, 1897,
Musée des Beaux-Arts de Berne.

En 1897, il est invité en Angleterre à Londres puis à Penarth près de Cardiff. Ce séjour, durant lequel il épouse sa compagne le 5 août à Cardiff, est le dernier moment de grande création de l’artiste : il peint les falaises, les énormes rochers, les vagues… Son séjour à Penarth dans le pays de Galles à partir de juillet 1897 lui offre l’occasion de représenter une nature grandiose sur plusieurs marines, étudiant surtout les effets de lumière sur le sable et l'eau. Il peint les falaises de Langland, les énormes rochers contre lesquels se brisent des vagues vertes empanachées d'écume.
De retour à Moret, en novembre 1897 il souhaite se faire naturaliser français, et demande son aide à son ami Adolphe Tavernier. Mais la perte de certains papiers officiels ne lui permet pas de réaliser rapidement son vœu de devenir citoyen français. Paradoxalement, celui des impressionnistes qui peint le mieux les paysages de la Seine, du Loing et la douceur angevine va s'éteindre britannique.
Il vit à la limite de la misère. Son épouse tombe malade et meurt le 8 octobre 1898. Il est affecté et rien ne vient éclipser son découragement. Atteint d’un cancer de la gorge, son état empire. Il montre une forme de courage dans sa résignation. Des lettres à son docteur permettent de retracer jour après jour la fin de sa vie. Il écrit le 13 janvier : « Je suis rompu par la douleur… Je n’ai plus l’énergie de combattre… ». Il fait appeler Monet, lui recommande ses enfants et lui dit adieu. Il meurt le 29 janvier 1899 dans sa maison à Moret-sur-Loing sans avoir pu acquérir la nationalité française,.

Dernières années
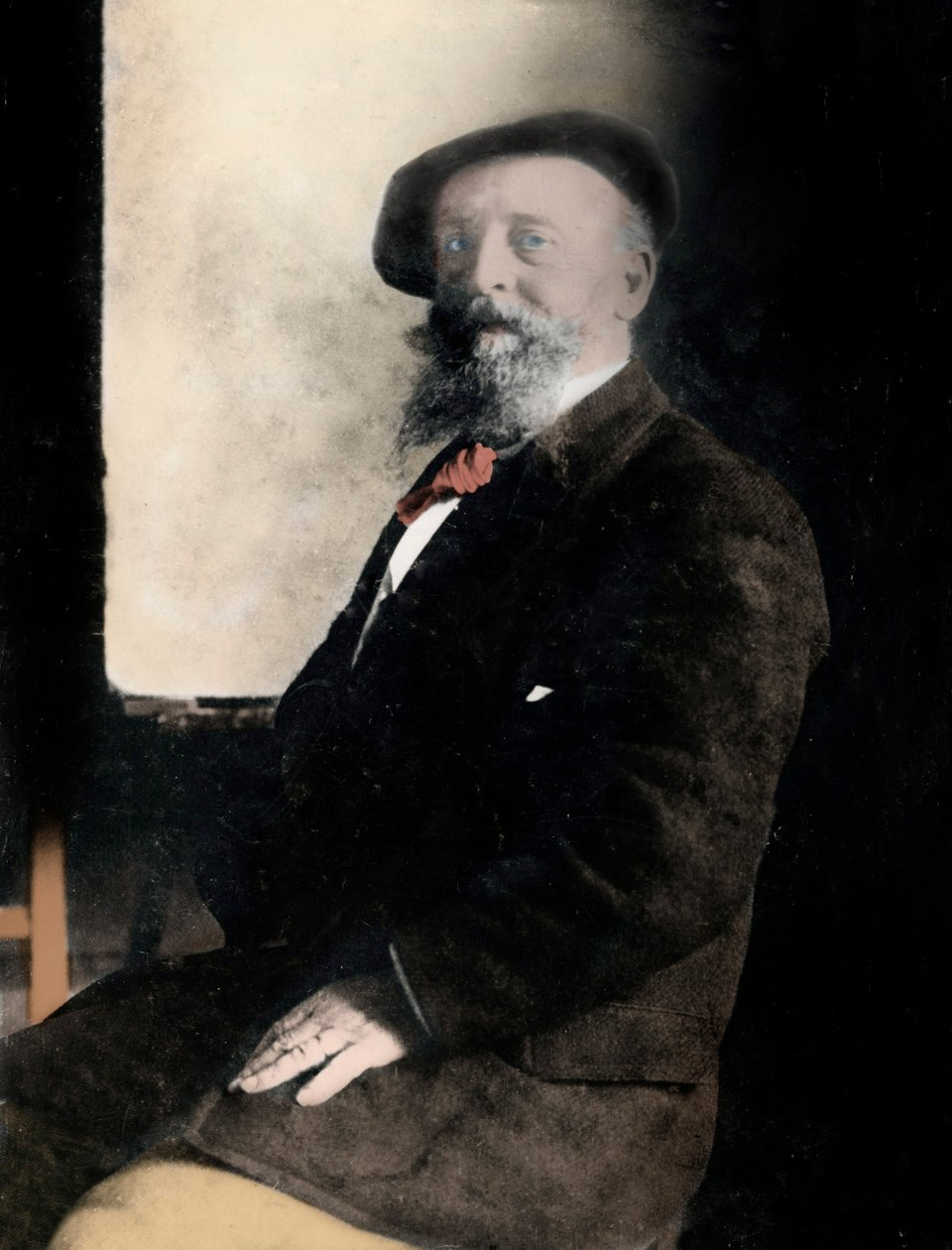
Alfred Sisley vers 1897 (photographie de Joseph P. Jiolo), Paris, collection Sirot-Angel.
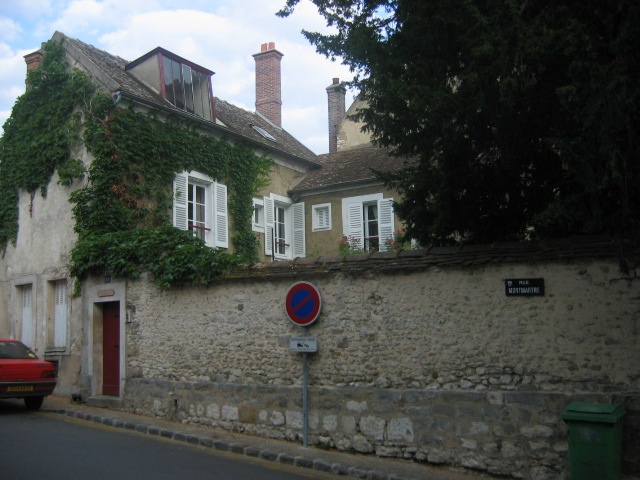
La dernière maison de Sisley, où il emménage en avril 1892 au no 19 rue Montmartre à Moret-sur-Loing.
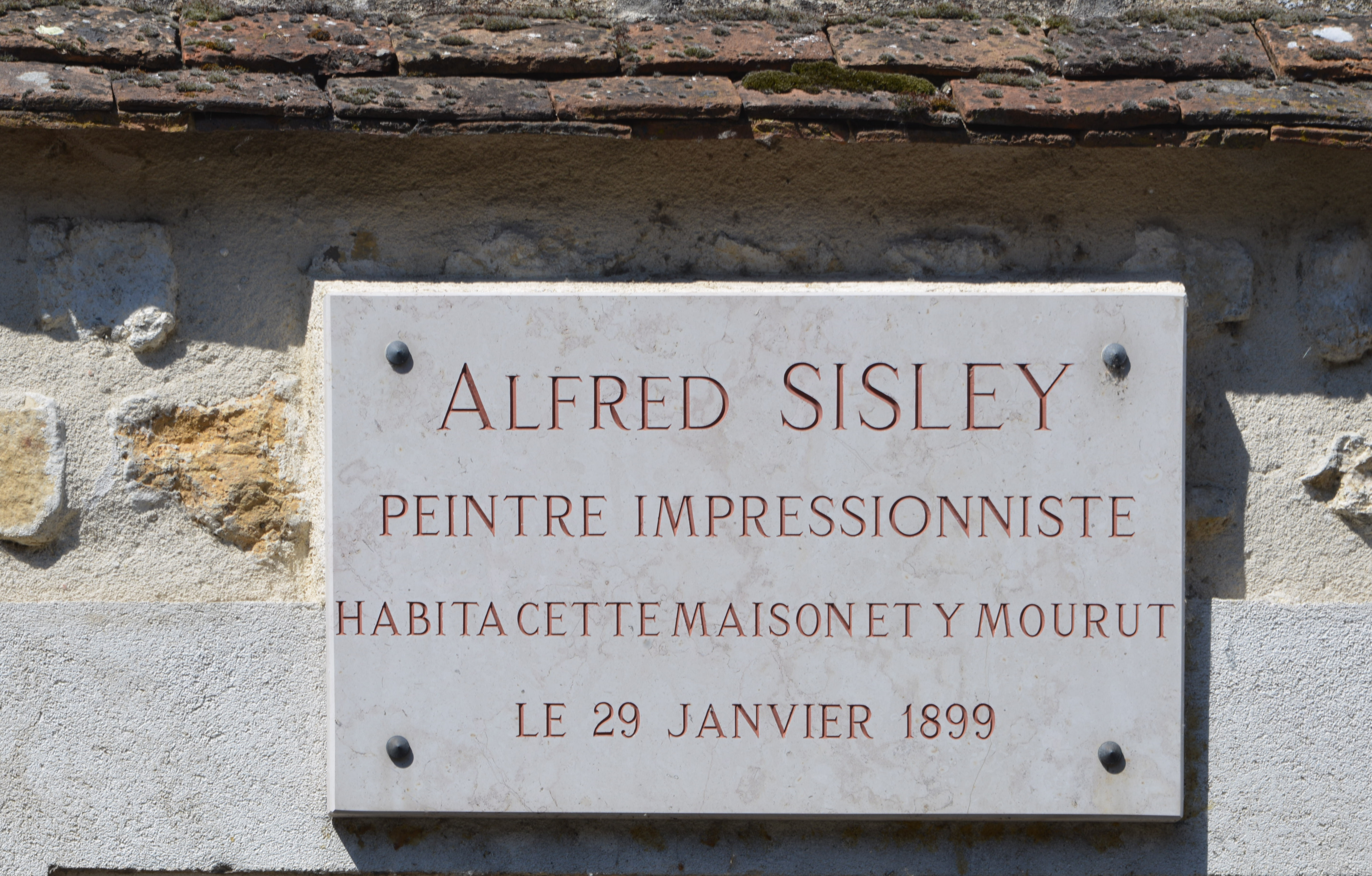
Dernier domicile (plaque commémorative).

Sa mort interrompt sa demande de naturalisation française.
Il est enterré au cimetière de Moret le 1er février par un temps gris et froid. Pissarro, Renoir, Monet accompagné d'Alice Hoschedé, Adolphe Tavernier et Arsène Alexandre sont venus de Paris,. Jean-Charles Cazin prononce un discours pour la Société nationale des beaux-arts. Adolphe Tavernier prononce une oraison funèbre rendant hommage à « un magicien de la lumière, un poète des ciels, des eaux, des arbres, en un mot un des plus remarquables paysagistes de nos jours ». Il est enterré auprès de son épouse. Sur leur tombe figure comme épitaphe une citation de Sisley : « Il faut que les objets soient enveloppés de lumière, comme ils le sont dans la nature. ».

### Ses enfants et sa succession

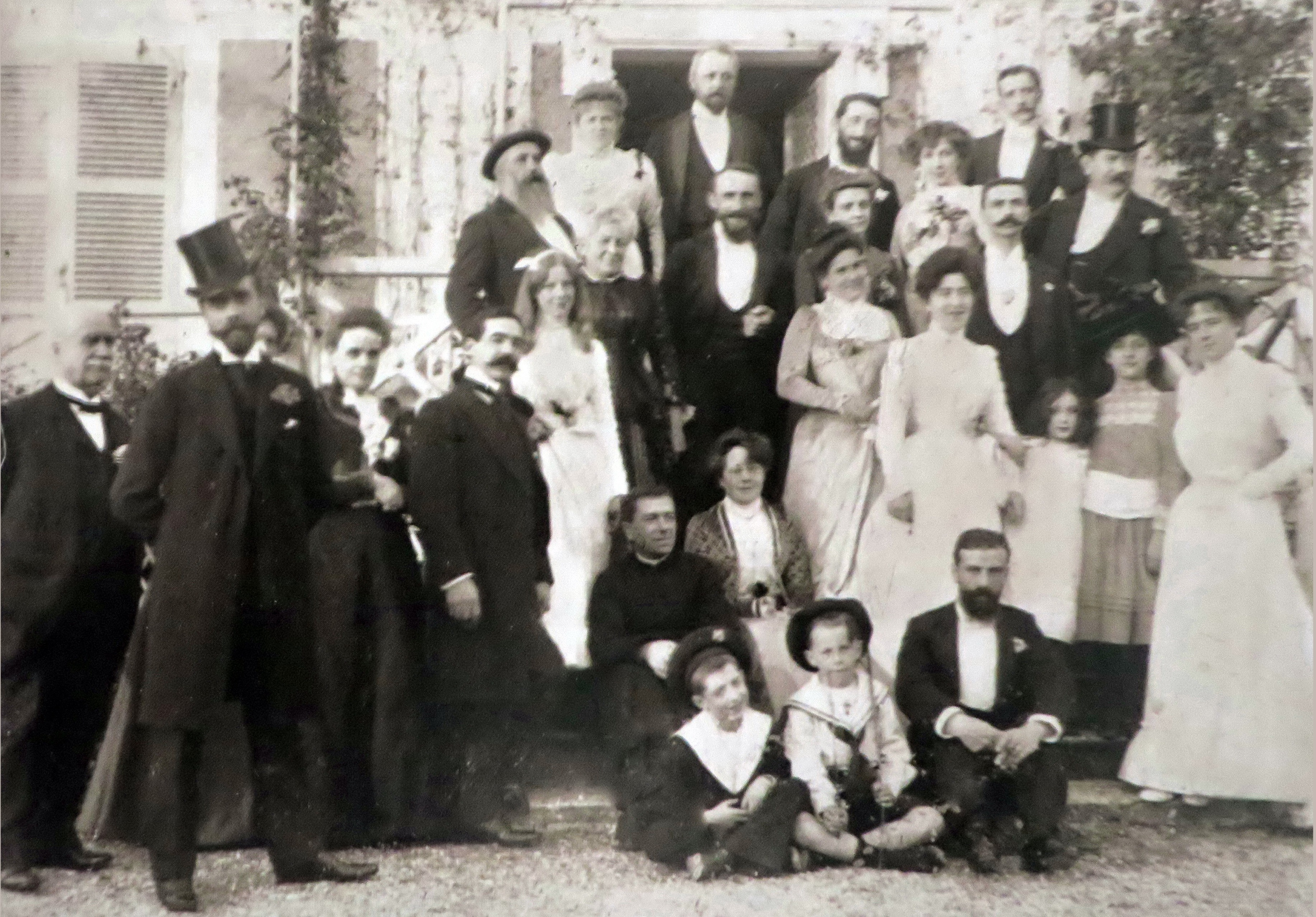
La famille Monet-Hoschedé fête le mariage de Marthe Hoschedé et de Théodore Butler. Pierre Sisley est assis par terre à droite ; sa sœur Jeanne est debout derrière lui ; Monet est sur les marches à gauche. Giverny, 31 octobre 1900.

De son union avec Marie-Louise Lescouezec sont nés trois enfants :
- Pierre, né en 1867, devient décorateur, antiquaire et dessinateur industriel et inventeur. Il souhaitait se marier à Germaine Hoschedé, liée à la famille de Claude Monet. Mais les parents s'y seraient opposés en raison de sa profession[49]. Resté célibataire, il est mort en 1929 à Levallois-Perret[50].
- Jeanne, née le 30 janvier 1869, épouse le 23 juillet 1908 Louis-Georges-Fernand Diets joaillier-bijoutier (aussi écrit Dietsh). Peintre et aquarelliste, elle meurt le 4 février 1919, à l'âge de 49 ans, en son domicile du 26, rue Vivienne. Son mari meurt peu après le 17 février 1919.
- Jacques, né le 26 novembre 1871, est décédé la même année[51].

Dans de la succession de Pierre Sisley, l'affaire Sisley, jugée le 5 février 1937 par la première chambre du tribunal de la Seine est débattue après que Lucie Leudet (d)  et Suzanne Leudet (d) , deux nièces d'Alfred Sisley l'aient revendiqué contre Turquin, administrateur judiciaire de la succession Pierre Sisley et la Société du droit d'auteur aux artistes. Alfred Sisley mort en 1899 laisse en effet un fils Pierre, et une fille Jeanne, décédés sans postérité. Les nièces Sisley revendiquent le droit de suite exercé par Pierre Sisley jusqu'à sa mort, comme un droit issu du peintre Sisley, sans revendiquer la succession de Pierre. Le tribunal de la Seine les déboute décrétant qu'on ne peut se prévaloir du droit de suite sans accepter la succession. Un des éléments prononcés au cours du procès tient à la nationalité d'Alfred Sisley, le tribunal fait valoir « qu'il était Français par application de l'art. 8 C. civ ., reproduisant la loi du 26 juin 1889, et d'après laquelle est Français tout individu né en France d'un étranger et qui à l'époque de sa majorité est domicilié en France, à moins qu'il n'ait fait des déclarations et fourni des justifications contraires ».

## L'art de Sisley
Sisley est aujourd’hui considéré comme l’impressionniste même : l’essentiel de son inspiration c’est le paysage. Les personnages dans ses peintures ne sont que des silhouettes ; en outre les portraits de ses proches (femme et enfants) et les quelques natures mortes sont rares.
Selon Gustave Geffroy, l’un de ses premiers historiographes, Sisley vouait en effet un amour instinctif au paysage. Pour lui il n’y avait dans la nature rien de laid dès lors qu’il s’agissait du rapport entre le ciel et la terre. Sisley écrivit : « toutes les choses respirent et s’épanouissent dans une riche et féconde atmosphère qui distribue et équilibre la lumière, établit l’harmonie ». Pour le critique d'art Raymond Cogniat, « l'espace de Sisley respecte les trois dimensions et la troisième, en exprimant la fuite vers le lointain, en suggérant des prolongements à droite et à gauche, crée bien cette impression de fenêtre ouverte par laquelle on a parfois défini l'Impressionnisme ».

### Inspiration
Sisley choisit inlassablement pour sujet de ses toiles le ciel et l’eau animés par les reflets changeants de la lumière dans ses paysages des environs de Paris, la région de Louveciennes et de Marly-le-Roi. La région de Moret-sur-Loing eut notamment une incidence toute particulière sur l'œuvre de Sisley, comme en témoigne Un soir à Moret. Fin d'octobre, peint en 1888. Il s’inscrit dans la lignée de Constable, Bonington et Turner. S’il subit l’influence de Monet, il s’éloigne de son ami par sa volonté de construction qui lui fait respecter la structure des formes.
Se montrant sensible à l’écoulement des saisons, il aimait à traduire le printemps avec les vergers en fleurs ; mais ce fut la campagne hivernale et enneigée qui attira particulièrement Sisley dont le tempérament réservé préférait le mystère et le silence à l’éclat des paysages ensoleillés de Renoir.

### Influence de l'art japonais
Dans certains des tableaux d'Alfred Sisley, on peut percevoir une influence marquée par l'art japonais. Richard Shone rapproche La Place du Chenil à Marly, effet de neige par Sisley de Nuit de neige à Kambara par Hiroshige.

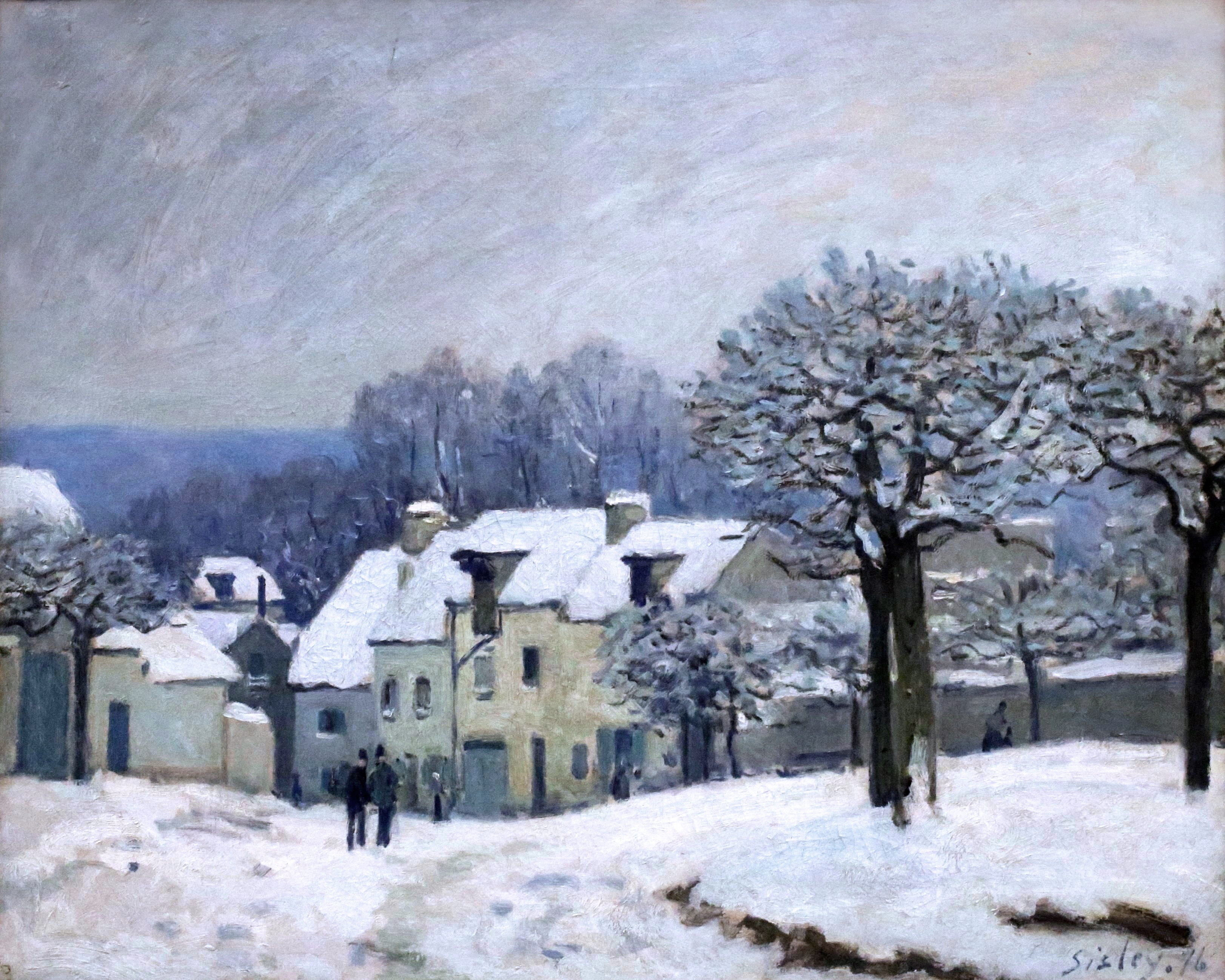
Alfred Sisley, La Place du Chenil à Marly, effet de neige (1876), musée des beaux-arts de Rouen.
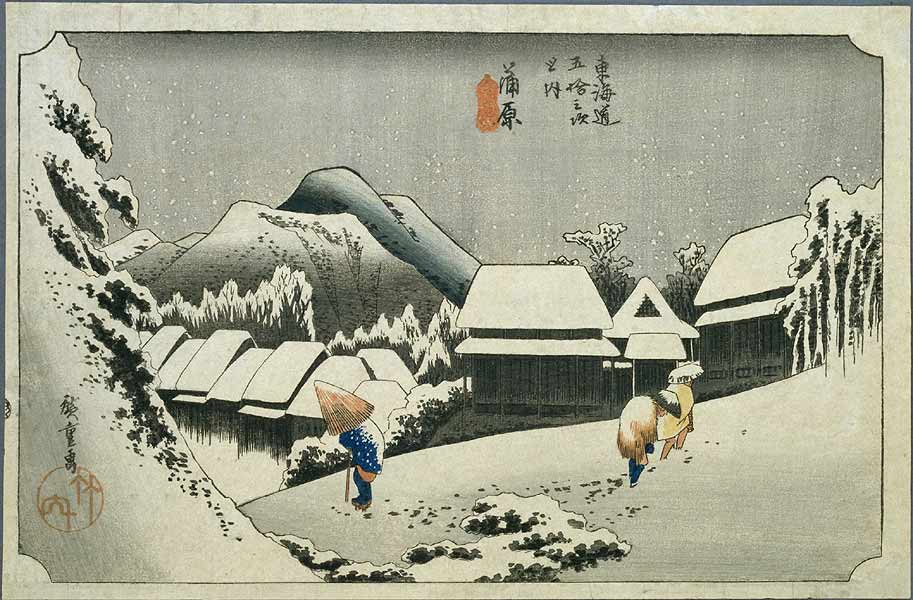
Utagawa Hiroshige, Nuit de neige à Kambara, 16e vue (15e étape des Cinquante-trois Stations du Tōkaidō). Yoko-ōban, 25,6 × 38,3 cm, Nishiki-e. Éditeur : Takeushi Magohachi. Environ 4e-5e année de l'ère Tenpō (1833-1834). Musée national de Tokyo.

Les perspectives de ses tableaux montrent l'influence d'Hokusai dont il découvrit les estampes grâce à Claude Monet. Ainsi, un pont s'incline dans Le Pont de Villeneuve-la-Garenne, un clocher se dresse dans un ciel pluvieux dans La Grand-Rue à Argenteuil et un chemin plonge en profondeur d'une ville dans Le Chemin de la Machine, Louveciennes.

### Intentions artistiques
Il semble admis par Gustave Geffroy, notamment, que Sisley jouit d’une reconnaissance établie de peintre impressionniste dès le lendemain de sa disparition : « Au jour où fut annoncée la mort de Sisley après tant de souffrances volontairement et fièrement dissimulées, il y eut un tressaillement dans tout le public renseigné. Les toiles possédées par ceux qui avaient été les croyants des anciens jours prirent soudain un prestige nouveau, et toutes celles qui attendaient par le monde le caprice des amateurs furent immédiatement recherchées... ».
Aujourd’hui certains historiens s’accordent à penser que l’artiste est le représentant le plus pur de l’impressionnisme dans l’esprit et dans la forme, par ses choix de paysage, son traitement des variations atmosphériques, la délicatesse de ses touches et de ses couleurs. Mais on lui reproche parallèlement son manque d’évolution dans sa peinture et ses recherches picturales et de motifs.
Pour François Daulte, qui est à l’origine de son catalogue raisonné, cette critique facile de monotonie apparente des tableaux dissimule la caractéristique essentiel de Sisley : « Sisley a vu la nature plus en profondeur qu’en surface […] il a toujours considéré que l’expression spatiale était l’essentiel du programme pictural, la part qui lui revient en propre et qui ne doit point lui être ôtée. C’est pour cette raison sans doute que Sisley ne s’est pas lassé de peindre tout au long de sa carrière des chemins bordés d’arbres qui disparaissent peu à peu dans le lointain ». Ainsi les routes et les rivières fuyantes sont ses motifs préférés qu’il répète à l’infini.
Le ciel est une autre composante essentielle de son art qu’il traite avec ce même souci de vérité spatiale. Il occupe le plus souvent les trois quarts de la toile. Sisley le considère en effet comme quelque chose « qui ne peut pas n’être qu’un fond. Il contribue au contraire non seulement à donner de la profondeur à ses plans (car le ciel a des plans comme les terrains), il donne aussi le mouvement par sa forme, par son arrangement en rapport avec l’effet ou la composition du tableau. » Car Sisley en bon artiste impressionniste ne néglige pas non plus l’instant et le mouvement cher à tous ses confrères. Il a aimé peindre les saisons, les variations atmosphériques, les heures du jour…
Peintre des routes, il est davantage encore le peintre de l’eau, des rivières aux cours paisibles et des berges aux feuilles mobiles. C’est souvent une impression de calme et de sérénité qui se dégage de ses œuvres. Geffroy résumera ainsi : « Sisley a vécu de la vie désintéressée et profonde du paysagiste amoureux de nature, éloigné de la vie sociale. Et malgré les chagrins et les douleurs qu'il eut à supporter, on peut espérer qu'il eut aux heures enchantées du travail, la joie pure de l'oubli, qu'il connut la sérénité et le bonheur exprimés par son œuvre de vérité et de lumière. ».
L’unité de son travail tant dans son inspiration que sa manière de peindre marque la personnalité du peintre. Il est resté profondément attaché à l’aspect naturel des paysages. Sisley a été tellement personnel dans sa retranscription de ses impressions, qu’il est une fin en soi et qu’il ne peut avoir d’imitateurs. Cogniat ne reconnaît pas en lui ce quelque chose qui tiendrait du prophète comme chez Monet ou Cézanne, pour lui la sérénité de Sisley n’appelle pas à ce genre de rayonnement. Son observation des choses sert à des fins individuelles et se rapproche de la méditation.

## Postérité
Le succès, qu'il n'a pas connu durant sa vie, va survenir peu après sa mort. La galerie Bernheim-Jeune expose 14 de ses toiles en février 1899.
Lors d'une exposition collective à la galerie Georges Petit du 16 février au 8 mars 1899, 21 de ses toiles sont exposées dont Une Rue à Sèvres,.
En mars, Durand-Ruel expose 28 toiles de Sisley à New York. Le 1er mai, Claude Monet organise une vente par la galerie Georges Petit au profit de ses enfants, qui reçut un écho dans les médias sans précédent pour Sisley.
En mars 1900, un an seulement après sa mort lors de la vente Adolphe Tavernier, le comte Isaac de Camondo achète l’inondation à Marly pour la somme considérable à l’époque de 43 000 francs, vendue par l’artiste à l’origine 180 francs.
Huit de ses toiles sont exposées à  l'Exposition centennale de l'Exposition universelle de 1900 :  L'Île Saint-Denis (d)  (appartenant à Ernest May), La Seine à Port-Marly, tas de sable (à Georges Viau) , Le Canal (à Mme Rosenberg), Le Chemin de la Machine, Louveciennes (à M Joanny Peytel), Première gelée blanche (d)  (à Jules Strauss), Un jardin à Louveciennes (d)  (à Georges Feydeau) , L'Inondation (à Mme Racine), Le Canal Saint-Martin (à M. Moreau-Nélaton).
En 1911, il est le premier artiste impressionniste à recevoir l’hommage, à Moret-sur-Loing, d’un monument commémoratif.
On connaît 960 huiles sur toile, 100 pastels et de nombreux autres dessins, produits par Sisley. Un grand nombre de faux Sisley ont été découverts. À côté de ces faux, des œuvres réalisées par sa fille Jeanne, vers 1895, portent légitimement la signature Sisley.

Après la Seconde Guerre mondiale, sa maison et de vieux moulins dynamités par les Allemands lors de leur retraite en 1944, sont restaurés avec la participation de Paul-Louis Weiller.   

## Expositions muséales
La première rétrospective importante consacrée aux œuvres d'Alfred Sisley a été présentée au musée d'Orsay d'octobre 1992 à janvier 1993. Cette exposition fut présentée à la Royal Academy of Arts à Londres de juillet à octobre 1992 et à la Walters Art Gallery à Baltimore de mars à juin 1993.
De septembre 2011 à janvier 2012, la première rétrospective consacrée à Alfred Sisley en Allemagne a été présentée au Von der Heydt Museum à Wuppertal.
Du 10 juin au 15 octobre 2017, une exposition monographique rassemblant 60 toiles d'Alfred Sisley se tient à l'Hôtel de Caumont à Aix-en-Provence sous l'égide de Culturespaces et de Bruce Museum of Arts and Science (en),,,,. MaryAnne Stevens (en) est la commissaire de l’exposition intitulée « Sisley, l'impressionniste »,,,.

## Images

Œuvres d'Alfred Sisley
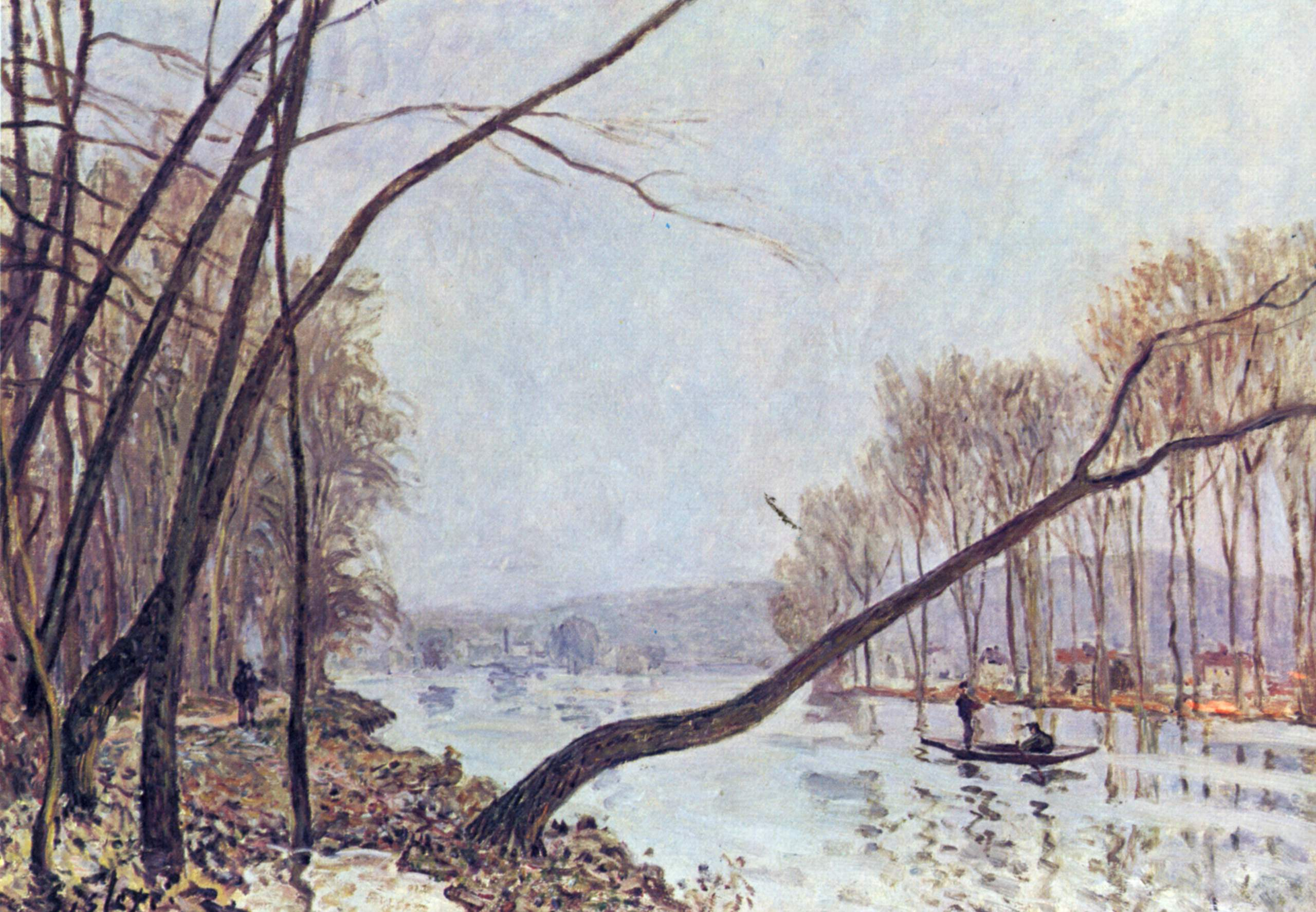
Bord de Seine en automne (1879), Francfort-sur-le-Main, Städel.
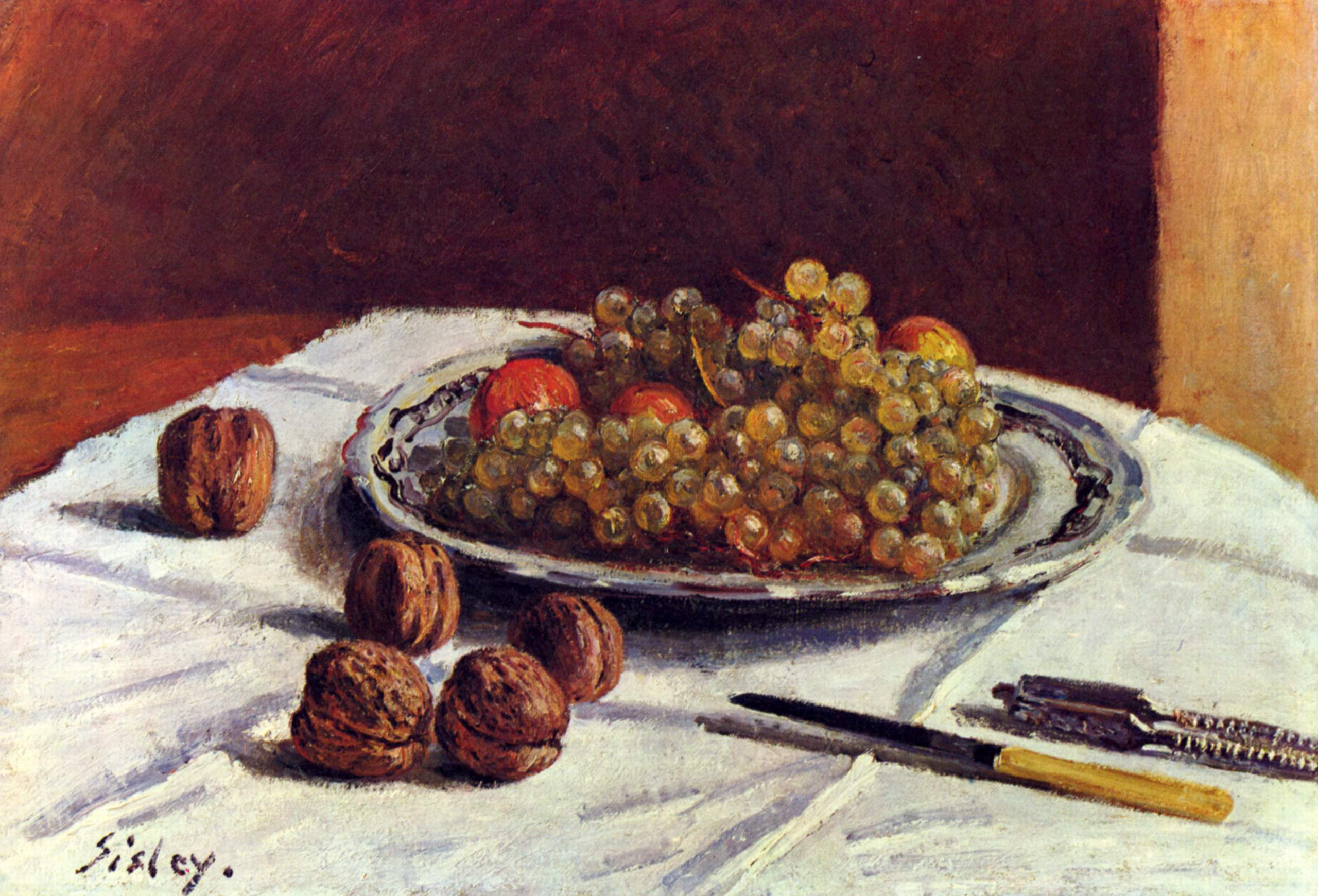
Nature morte (vers 1880), Boston, musée des beaux-arts.

### Hommages
À partir de 1994, le syndicat intercommunal à vocations multiples des Coteaux de Seine regroupant neuf communes des Yvelines, connu sous le label « Pays des Impressionnistes », a reproduit certains de ses tableaux en plein air à l'emplacement de leur création, jouxtant ceux d'autres peintres. Les sujets de Sisley mettent l'accent sur une nature vierge de toute présence humaine. Un des circuits pédestres porte le nom de Sisley.
L'astéroïde (6675) Sisley a été nommé en sa mémoire.
Depuis 1932, la rue Sisley à Paris 17e lui rend hommage, ouverte sur l'emplacement du bastion no 46 de l'enceinte de Thiers.
À la demande de l’association « Les Amis d'Alfred Sisley » à Moret-sur-Loing, le rosiériste Delbard crée en 1998, la variété de rosier 'Alfred Sisley' qu'il lance sur le marché fin 2004 et qu'il baptise de son nom le 20 juin 2005. Elle orne depuis les massifs de Moret.

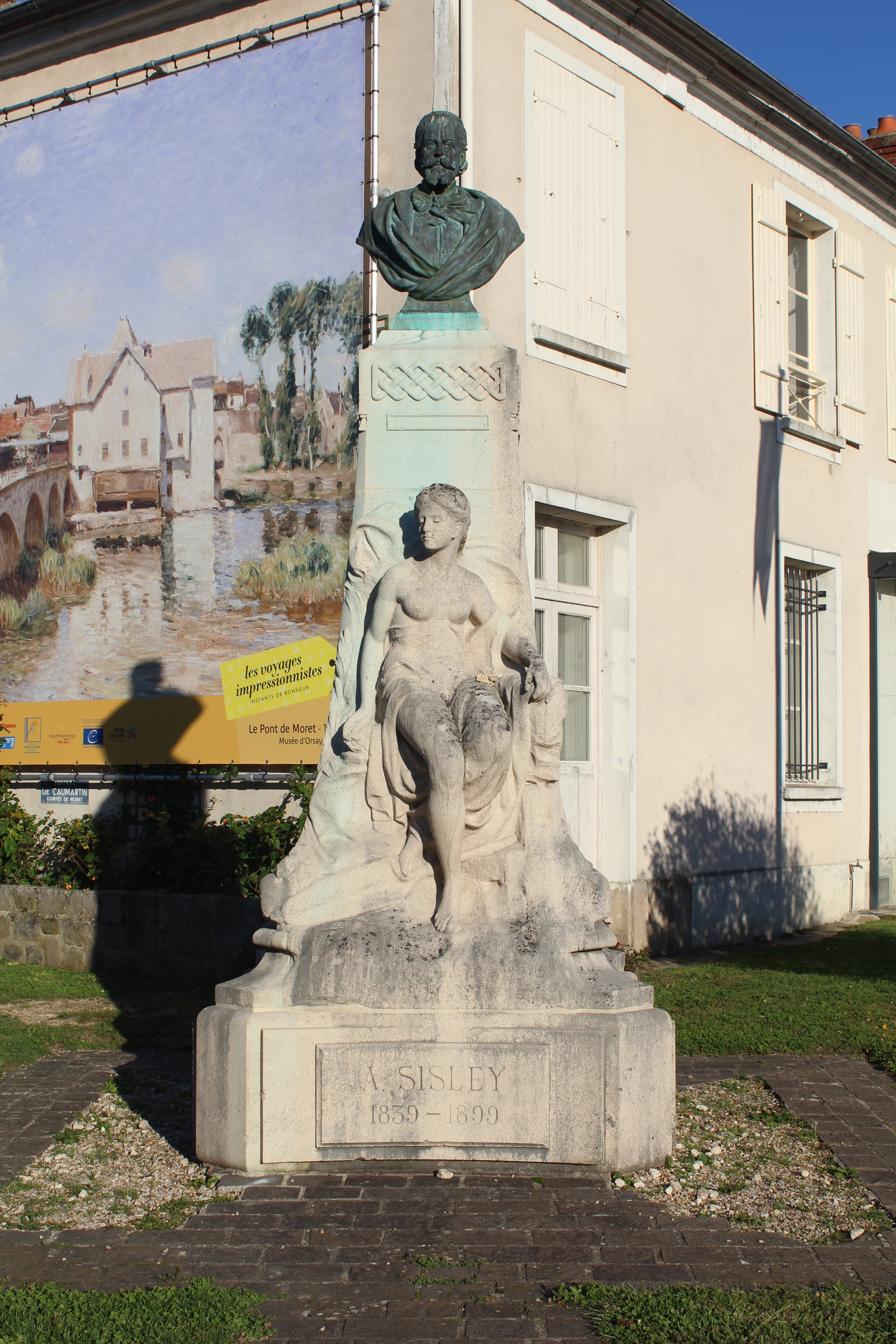
Eugène Thivier, Monument à Sisley, inauguré le 15 juillet 1911 à Moret-sur-Loing[84].
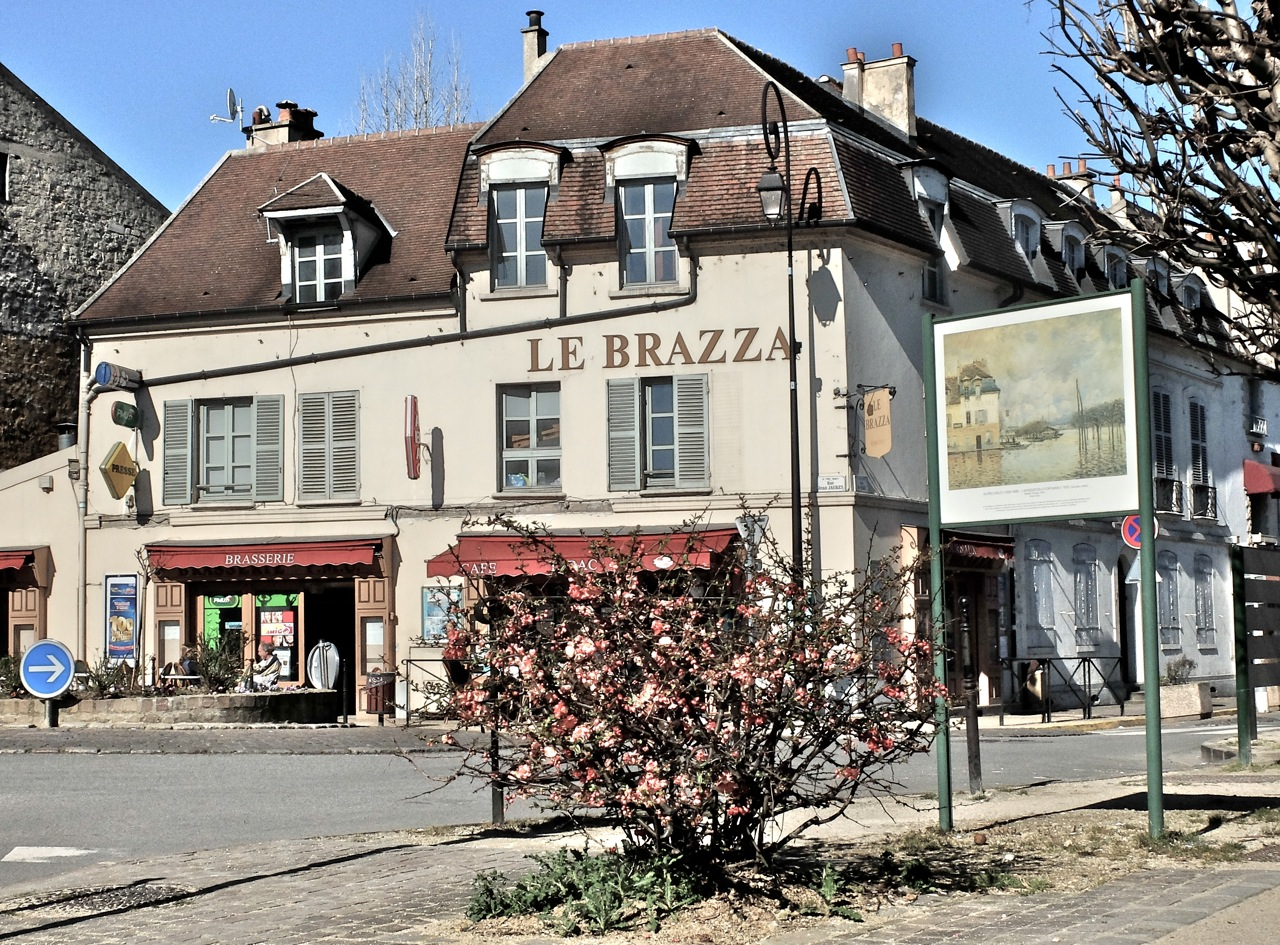
Reproduction de L'Inondation à Port-Marly, sur un des circuits pédestres initiés par le Pays des Impressionnistes à Port-Marly.
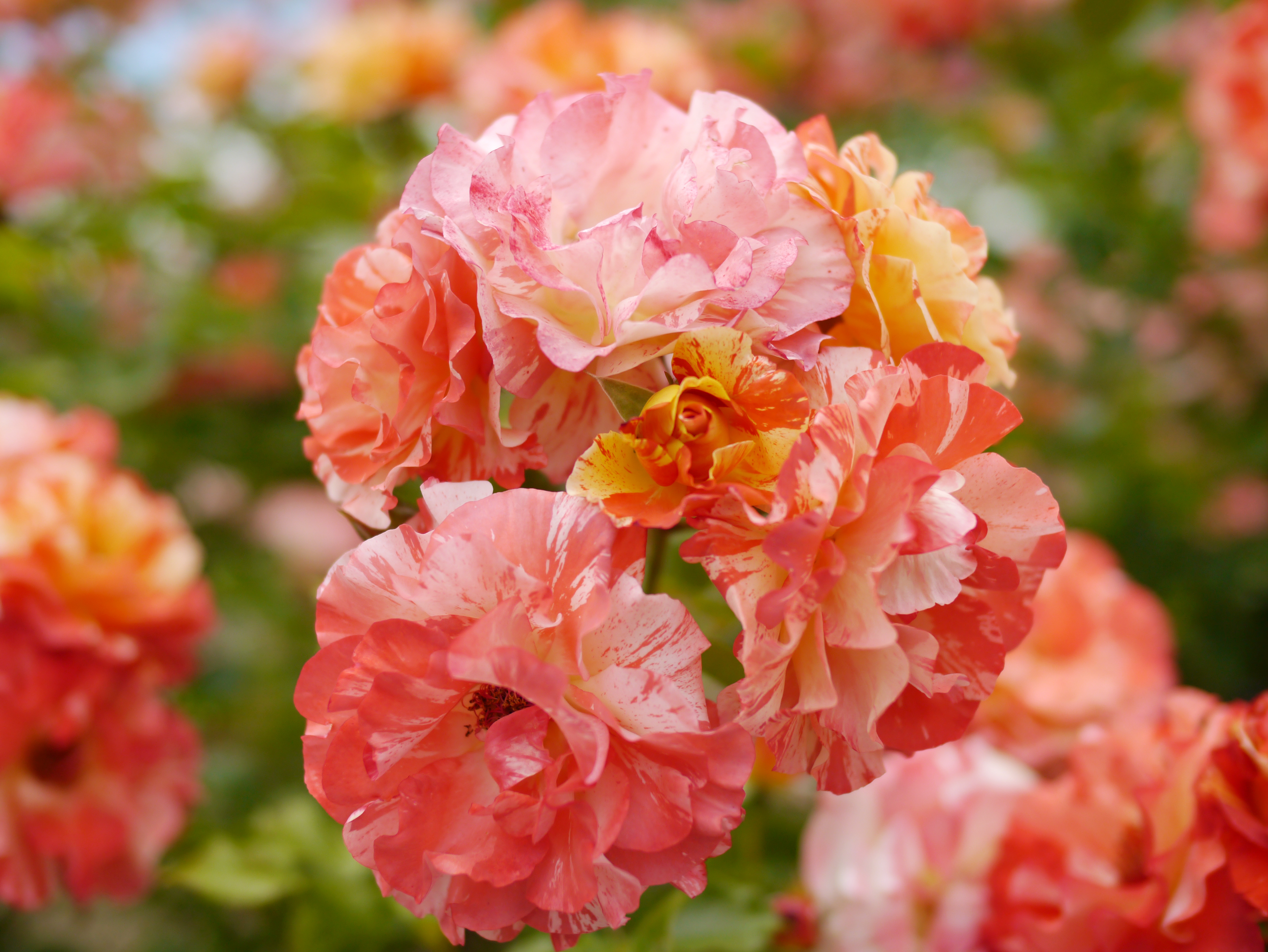
La rose 'Alfred Sisley'.